# Zastava
Grupul Zastava (în sârbocroată Застава / Zastava) a fost o întreprindere de stat iugoslavă, care a reunit mai multe entități industriale diferite și care a fost transformată într-un holding pentru a privatiza fiecare ramură:
- automobile - Zavodi Crevna Zastava, creat în 1953, producător iugoslav de automobile, care a devenit Застава Аутомобили (Zastava Automobili), subsidiară a gigantului italian Fiat Group Automobiles S.p.A.,
- producătorul de arme Zastava Arms⁠(d), care a rămas independent,
- producătorul de camioane Zastava Kamioni⁠(d), creat în 1969, strâns legat de IVECO, filiala de vehicule grele a grupului Fiat până în 2017,
- producătorul de autobuze, dependent de Zastava Kamioni, sub licența Fiat Bus apoi IVECO, până în 2017,
- celelalte activități industriale au fost vândute în anul 2000, după încheierea războiului balcanic și ridicarea sancțiunilor.

## Istoria Zastava Automobili / Yugo
Primele autovehicule fabricate în fabrica de stat din Kragujevac, pe atunci specializată în armament, au fost patru sute de camioane Chevrolet, la sfârșitul anilor 1930, în urma unei comenzi de la armata iugoslavă. Fabrica a fost numită apoi „Vojno-Tehnicki Zavod” (Fabrica Tehnică a Armatei). Câteva camioane din aceeași serie au mai fost fabricate în 1941.
În urma celui de-Al Doilea Război Mondial, fabrica a fost redenumită Zavodi Crvena Zastava (Fabrica Steagul Roșu). La începutul anilor 1950, s-au făcut contacte cu Willys-Overland⁠(d), pe atunci deținută de Chrysler, pentru a construi Willys Jeeps, dar încercarea a eșuat și au fost asamblate doar 162 de exemplare.
O licitație internațională a fost lansată apoi în 1953 pentru a găsi producătorul care ar putea acorda o licență pentru a produce la nivel local mașina destinată să motorizeze Iugoslavia. Produsele de la mai mulți producători preselectați sunt analizate și testate pe larg: americanul Willys, britanicii Rover și Austin, francezii Renault și Delahaye⁠(d) și italianii Alfa Romeo și Fiat. Fiat a câștigat cu un total de 100 de puncte, cu mult înaintea Renault și Alfa Romeo.
Au fost apoi inițiate negocieri cu producătorul italian Fiat SpA, iar la 12 august 1954, guvernul iugoslav al mareșalului Tito și directorii italieni ai Fiat SpA semnează un acord de cooperare tehnică și financiară care va permite Zastava să construiască, sub licență Fiat, anumite modele ale mărcii italiene. Asamblarea modelelor Fiat Campagnola AR.53⁠(d), Fiat 1100 B⁠(d) și Fiat 1400⁠(d) începe în mai puțin de de 3 luni în atelierele existente complet reamenajate. Construcția unei noi fabrici la Kragujevac, după planurile Fiat Engineering și cu asistența sa financiară, a fost inițiată imediat. În 1955, Zastava a achiziționat licențele de producție pentru Fiat 600, a cărui asamblare a început la 18 octombrie 1955. În 1954, au fost asamblate 55 Fiat-Zastava 1400, 805 în 1955 și 1.069 în 1956. În 1958, producția totală a Zastava a fost de 3.596 unități. Producția locală a început cu adevărat abia în 1955, anterior Zastava a asamblat doar vehicule în CKD.

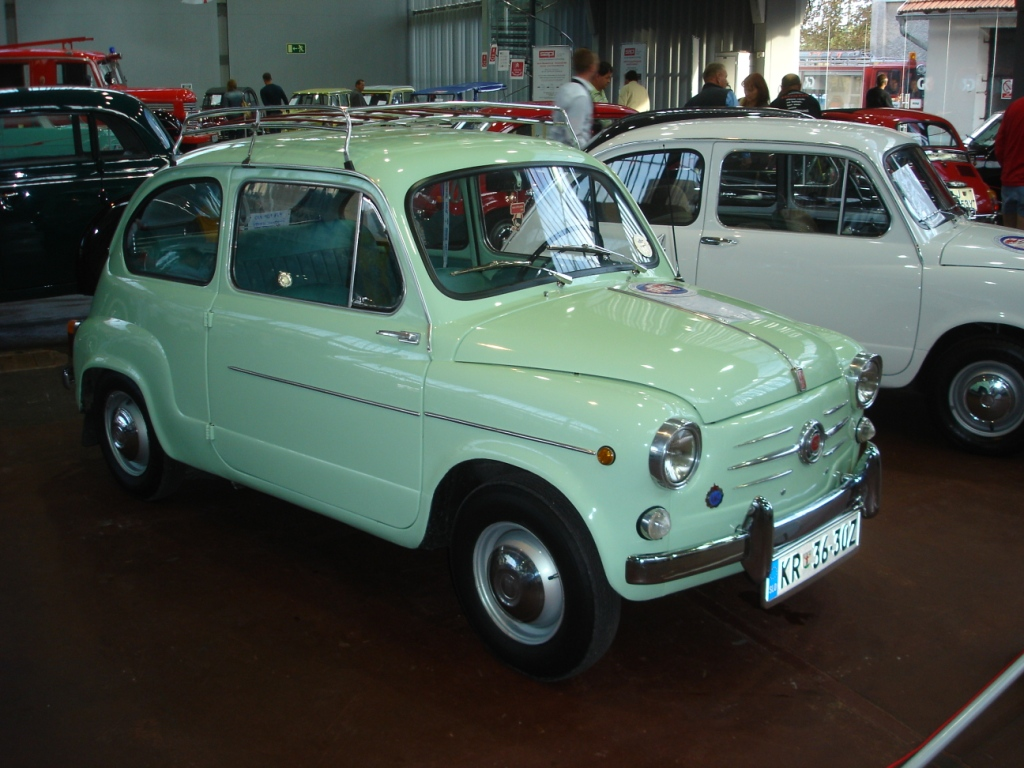
Zastava 600 din prima serie

Pe 18 octombrie 1955, Zastava a lansat producția Zastava 600, care va fi supranumită Fica. Este o copie auto a modelului italian Fiat 600 D. Zastava va lansa mai multe modele derivate: Z-750, 750-M, 750-S și în final Z-850 al mașinii care poartă codul de fabrică „100”. Fabricarea acestui model, cu succesul său incontestabil, a continuat până la 18 noiembrie 1985. La fabrica din Kragujevac au fost fabricate 923.487 de exemplare.
În 1955, primul an complet de activitate al acestui nou producător de automobile, producția Zastava a fost de doar 1.044 de exemplare.

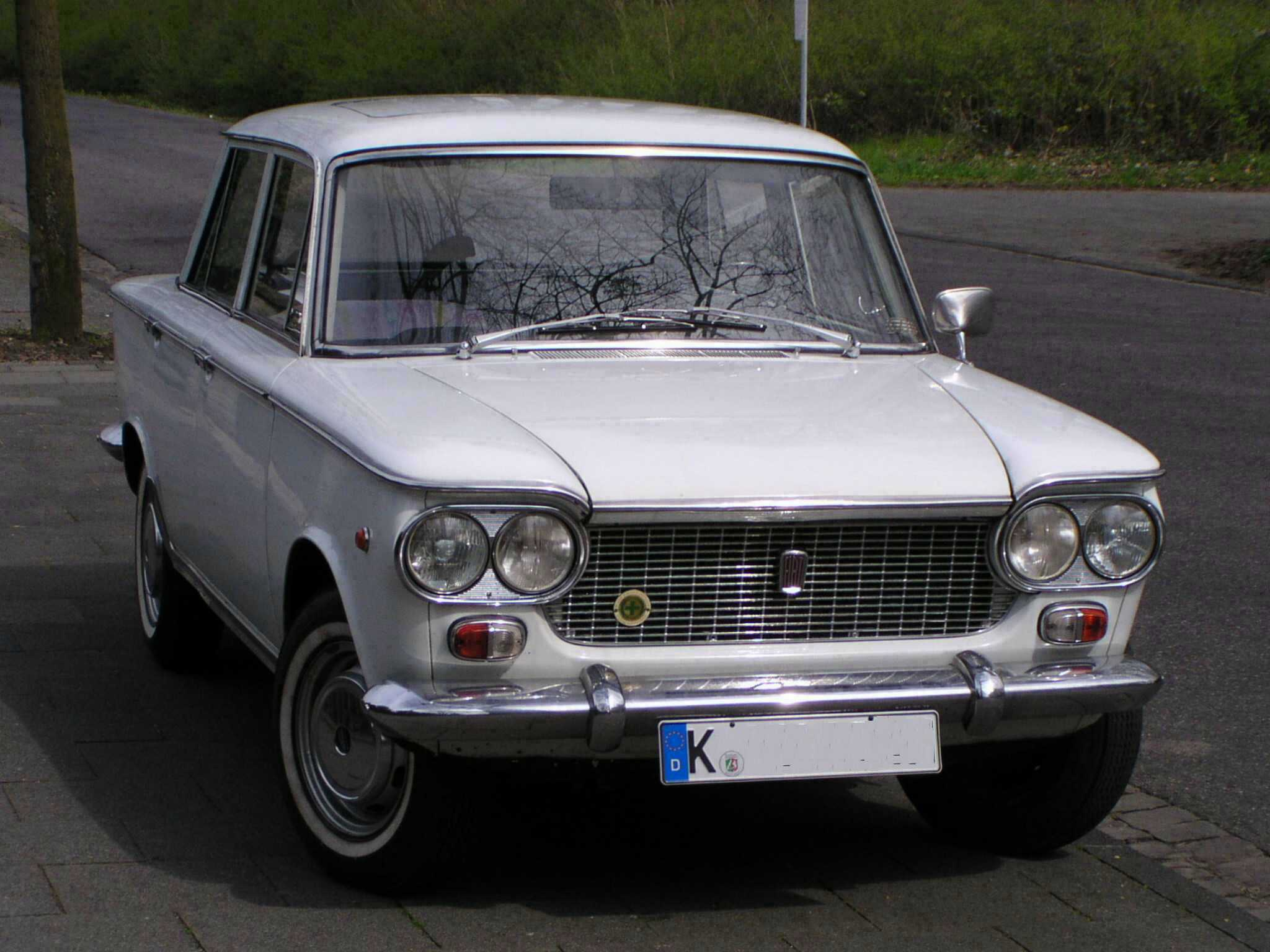
Zastava 1300

În 1961, Zastava a lansat producția locală a Fiat 1300/1500, Zastava 1300 în versiunile sale sedan și break. Acest model, pe care șoferii l-au ales „cea mai bună mașină făcută vreodată pe pământ iugoslav”, va rămâne în producție până la 20 decembrie 1979 și va fi produs în 201.160 de exemplare.
Anul 1965 a fost un an foarte important pentru producătorul iugoslav, deoarece a fost autorizat de către Fiat să-și exporte produsele, sub licență: 6.000 de mașini vor fi exportate către Polonia.
1968 a fost anul reînnoirii acordurilor de suport tehnic și de licență cu Fiat. Fiat preia o parte din acțiunile partenerului său iugoslav și îi garantează acestuia asistența tehnică și financiară pentru a-și crește capacitatea de producție de la 85.000 la 130.000 de vehicule pe an. Cu această ocazie, filiala de camioane și autobuze a Zastava devine o companie independentă, Zastava Kamioni, care stabilește noi legături cu Fiat V.I.. Este încheiat un acord de transfer de licență pentru un camion de patru tone, OM 40⁠(d), care înlocuiește OM Leoncino⁠(d) (model numit în Iugoslavia Zastava 635⁠(d)). De asemenea, producția de vehicule utilitare este acum realizată de filiala Zastava Specijalni Automobili în noua fabrică din Sombor.
Pe 16 mai 1971, Zastava a lansat primul model la care a participat direct la proiectare: Zastava 101⁠(d). Este un model derivat din Fiat 128 care însă are hayon, spre deosebire de Fiat care are portbagaj clasic. Vor fi fabricate 1.273.532 exemplare. Se va numi apoi Skala 55. Fabricarea lui Zastava 128⁠(d), copia lui Fiat 128 italian în versiune cu 4 uși, a început pe 16 mai 1980, pe liniile de producție ale fabricii din Kragujevac, după ce producția sa a fost oprită în Italia. Una dintre cele trei linii de producție a fost transferată la Zastava din Kragujevac unde au fost produse 228.274 de exemplare și peste 88.000 au fost exportate în CKD către producătorul egiptean Nasr (o altă marcă legată de Fiat și sateliții săi), pentru asamblare locală. Z.128 a fost livrat la o rată de aproximativ 5.000 de unități pe an Egiptului.
Pe 15 decembrie 1975, Zastava a sărbătorit producerea mașinii de pasageri cu numărul 1.000.000 sub licență Fiat.

Logoul Yugo

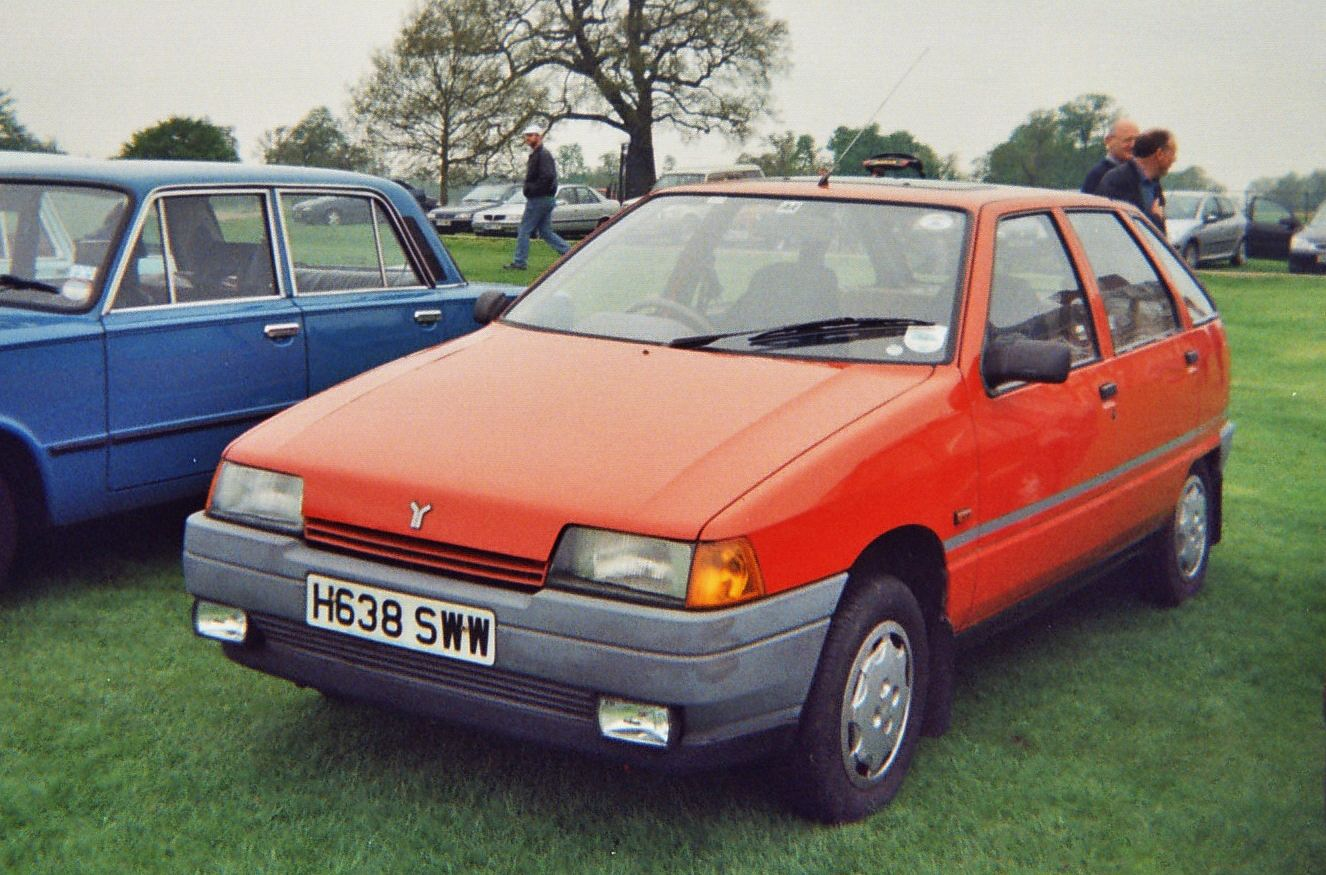
Yugo Florida, redenumit Sana pe anumite piețe

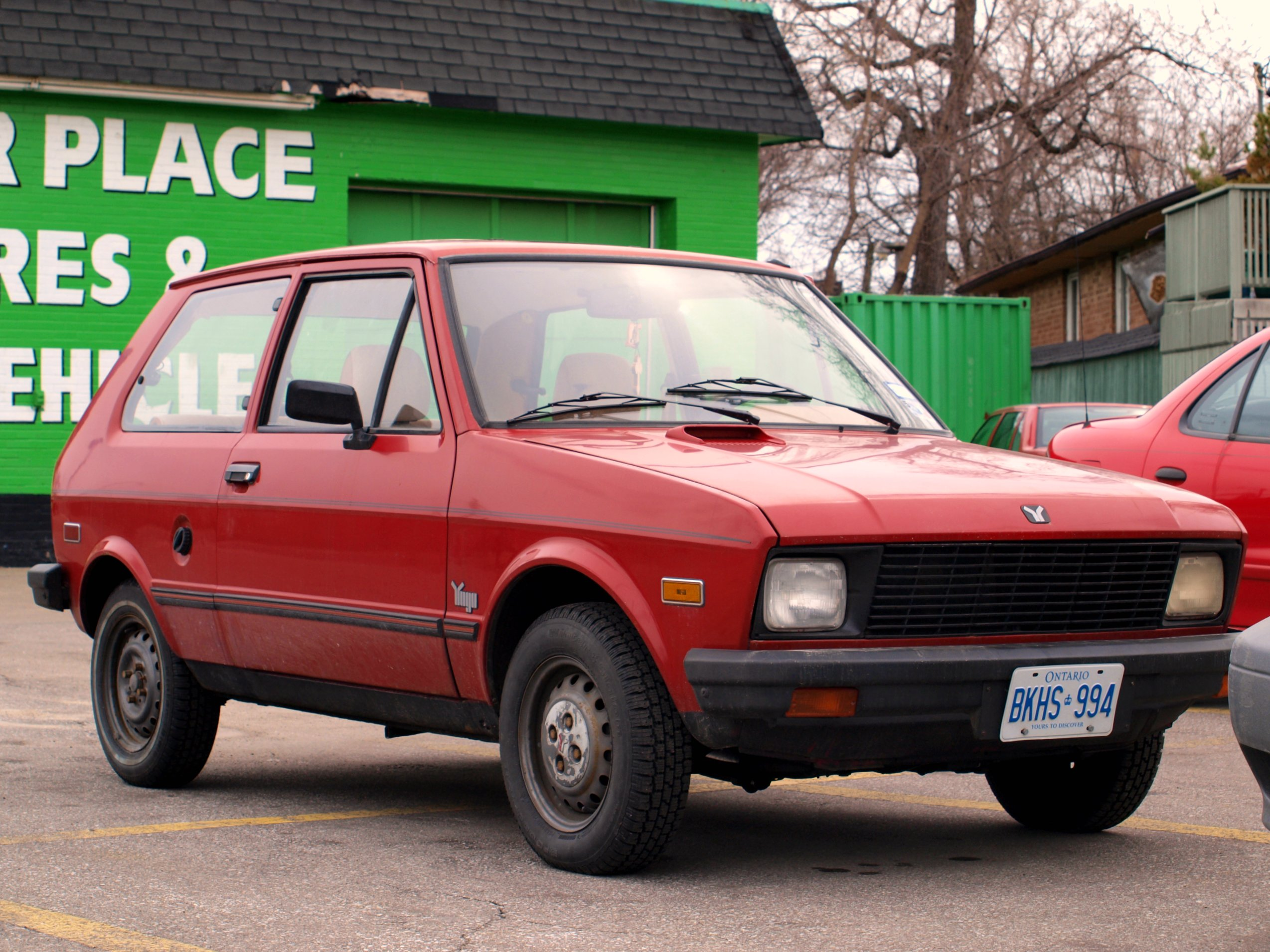
Yugo Koral în Canada

## Marca Yugo
Din 2 octombrie 1980, când a fost lansat Yugo 45, și până în 2002, toate automobilele Zastava au purtat numele Yugo.
- În urma unui studiu de piață, în timpul lansării noului model Z-102, sauYugo 45, Zastava a decis să-și distribuie produsele sub brandul YUGO al cărui logo este un simplu Y. Vom vedea așadar Z-102, un model derivat din Fiat 127 cu o caroserie diferită, fiind comercializat sub denumirea de Yugo 45. Această mașină va avea un succes enorm, chiar și în Statele Unite ale Americii unde va fi considerată o jucărie (având în vedere dimensiunea sa), cu siguranță utilă, întrucât acolo vor fi vândute 145.511 exemplaires. Omul de afaceri american, Miro Kefurt, importator de mașini din țările din Est, urma să asigure importul Yugo 45/Koral în Statele Unite din 1984, dar din lipsă de resurse suficiente, își vinde compania „Yugo Cars Inc.” lui Malcolm Bricklin care va cere modificarea a 400 de puncte ale vehiculului, inclusiv înlocuirea motorului Fiat 903 cm3 cu cel 1.116 cm3 care echipa Zastava 101 și 128 pentru a permite omologarea mașinii. A fost cea mai ieftină mașină de pe piața americană, cu un preț de 3.990 US$, mult mai puțin decât Hyundai Excel, 5.200 US$ (valoarea din 1985). În urma sancțiunilor internaționale aplicate în 1992, importurile au fost blocate brusc.

Pe 19 februarie 1987, Zastava a lansat Z-103, Yugo Florida⁠(d), un sedan cu o linie modernă. Echipat mai întâi cu noul motor de 1.372 cm3 de la Fiat Tipo, a fost echipat apoi cu vechiul motor Fiat de 1.116 cm3 de la Z 101, apoi un motor de 1.581 cm3 și unul de 1.714 cm3 de la Fiat Italia. Fabricarea acestui nou model va întâmpina dificultăți majore la început și va dura mai mult de doi ani înainte de a fi produs în serie.
În 1988, Zastava a început să monteze Fiat Uno⁠(d) pentru piața sa internă. A rămas în producție până în 1994. Acest model nu va avea succesul întâlnit în restul Europei, din cauza concurenței interne cu Yugo 45, vândut la un preț mult mai mic. Vor fi asamblate doar 2.620 exemplare.
1989 a fost un an grozav pentru producătorul iugoslav. Pe 20 septembrie, el a sărbătorit lansarea mașinii cu numărul 3.500.000. Producția pentru anul 1989 a fost de 180.950 unități la care trebuie adăugate producția și asamblarea sub licență, în străinătate, a 42.614 exemplare, și producția a 4.827 camioane de către Zastava Kamioni.
În 1990, având în vedere succesul modelelor la care a participat la proiectare, Z 101, Z 102 și Z 103, Zastava a lansat studiul Z 104, model derivat din Yugo Florida, un sedan clasic cu 4 uși. Acest nou proiect nu va vedea niciodată lumina zilei, Iugoslavia și mai ales Serbia fiind sub embargoul ONU din 1991, în urma declarațiilor de război la adresa vecinilor săi Bosnia-Herțegovina, Croația și Slovenia.
În 1992, producția Zastava a scăzut la 24.000 de mașini, sau o zecime din potențialul său. În 1993, doar 700 de vehicule au părăsit fabrica din Kragujevac.
În 1994, Zastava a cerut ajutor de la Fiat, căruia producătorul iugoslav, acum sârb, îi datora mărfuri și taxe de licență neplătite de peste 75 de milioane de dolari. În speranța de a crea o companie mixtă, Zastava începe discuții cu alți producători, francezii Renault și PSA⁠(d) și sud-coreeanul Daewoo, dar se concentrează pe negocierile cu Grupul PSA.
În 1997, producția a crescut ușor, ajungând la 11.124 de automobile, 900 de vehicule comerciale și 200 de camioane, toate construite sub licență Fiat.
În 1999, chiar înainte de semnarea contractului de cooperare cu Grupul PSA pentru fabricarea unui model Peugeot, cele două bombardamente ale NATO asupra fabricii din Kragujevac, pe 12 aprilie, au distrus aproape în totalitate instalațiile de producție. Guvernul sârb a decis atunci să reconstruiască, cel puțin cât a putut, iar producția s-a reluat dureros la începutul anului 2000 cu 12.782 de mașini fabricate cu utilizarea câtorva motoare Peugeot în anumite versiuni ale modelelor existente, în condițiile în care Grupul PSA a refuzat să reia contractul de cooperare negociat înainte de bombardament.

## Reluarea activității în 2002
De la reluarea activităților în 2002, toate automobilele produse au folosit numele și sigla Zastava.
Zastava Z10⁠(d) - Fiat Punto⁠(d) 2: după o lungă perioadă de incertitudine legată de embargoul asupra Serbiei și de criza financiară profundă prin care a trecut țara după conflictul armat, care a avut ca rezultat pentru producătorul Zastava oprirea totală a producției pe parcursul mai multor ani după bombardarea și distrugerea fabricii din Kragujevac, în aprilie 1999, Fiat și guvernul sârb au ajuns la un acord pentru a îndrepta Zastava și a rambursa Fiat-ului o parte „simbolică” din datoria de 77 de milioane de dolari lăsată de vechiul regim.
În decembrie 2003, ultimul Zastava 128 asamblat a părăsit fabrica. De acum înainte, vor fi produse doar kituri ce vor fi exportate la El Nasr în Egipt, care le asamblează într-un ritm de 3.000 de unități pe an.
În anul 2004 s-au intensificat negocierile între conducerea Zastava, guvernul sârb și Fiat Auto, cu privire la datoria pe care Zastava o avea față de producătorul italian, care data de mai bine de zece ani și care depășea 75 de milioane de dolari. După negocieri dure, Fiat acceptă să șteargă mai mult de 75 % din această sumă și să recupereze doar 10 milioane EUR, care urmează să fie plătiți înainte de orice nou acord de transfer de tehnologie. Zastava dorea să producă Fiat Punto II sub licență din 1999, pentru piața locală, la un ritm de 16.000 exemplare pe an. Ultima plată a sumei convenite a fost făcută pe 22 iunie 2006, iar Fiat a pus filiala sa de robotică COMAU⁠(d) să livreze uneltele necesare pentru echiparea liniei de asamblare Punto care urma să fie comercializată sub numele Zastava Z-10. În așteptarea începerii producției locale, Fiat Auto Italy exportă 1.334 de Punto în Serbia. Deși fabrica iugoslavă și-a produs cea de-a 3.500.000 mașină în 2008, producția din 2006 a versiunii Z-10 a fost de doar 10.250 de mașini.
Din martie 2007, noua linie de producție a modelului Z-10 a fost operațională, muncitorii sârbi fiind instruiți pe liniile Fiat la fabrica Mirafiori din Torino, unde încă se fabrica o versiune a gamei Punto.
Pe 4 iunie 2007, primul Zastava Z-10 a părăsit fabrica din Kragujevac. Zastava nu mai cumpăra motoare PCM, deși studiile privind implementarea unui motor diesel PSA erau încă în desfășurare.
În 2007, guvernul sârb a lansat o cerere de oferte pentru privatizarea completă a Zastava. Mulți producători europeni și asiatici sunt interesați, printre care Fiat, Volkswagen și General Motors, cu care Zastava a semnat un acord de licență pentru a produce Opel Astra G la nivel local. Proiectul, deși într-o fază avansată, cu teste industriale la fabrica de la Kragujevac, a fost în cele din urmă abandonat.
La 30 aprilie 2008 Fiat a semnat un acord cu guvernul sârb pentru preluarea a 70 % din Zastava Automobili. Fabrica din Kragujevac trebuia restructurată și modernizată complet cu o investiție de 700 de milioane de euro, un al doilea model ar trebui să fie dat în producție la sfârșitul lui 2008 și un model nou, probabil Fiat Nuova Topolino, ar urma să fie construit în Serbia din 2010, precum și un model mai mare. Obiectivul pe termen lung era producerea a 300.000 de vehicule pe an .
Atelierele Zastava au oprit toată producția pe 22 noiembrie 2008. Și-au reluat activitatea după o restructurare serioasă a producției, sub egida Fiat Auto, noul proprietar al fabricii și al mărcii, la 2 martie 2009. Producția modelului Punto Classic, sub marca Fiat, la un ritm de 2.000 exemplare pe lună, dar reține doar 600 de muncitori în fabrica din Kragujevac care a devenit acum Fiat Automobili Srbija (Fiat Automobiles Serbia). În janvier 2011, compania de automobile Zastava a dispărut definitiv, compania devenind o subsidiară a grupului FCA, Fiat Srbija, Fiat Serbia. Majoritatea foștilor angajați Zastava Automobili au fost concediați de guvernul sârb.
Pe 22 e 2010, Fiat Automobili Srbija sărbătorește al 30.000 Fiat Punto Classic produs în noua fabrică Fiat din Kragujevac . Ultimul Punto Classic a ieșit de pe linii la fabrica din Kragujevac în 2011 . În 2012, Fiat a lansat în Serbia producția unui nou model de MPV, Fiat 500L.
După ani de incertitudine cu privire la viitorul fabricii, Stellantis (entitate succesoare a Fiat Chrysler Automobiles în urma fuziunii sale cu PSA) semnează un acord de investiții de 190 de milioane de euro în mai 2022 cu președintele sârb Aleksandar Vucic, care urmărește să producă un vehicul electric în fabrica din Kragujevac până în 2024.

## Modele Fiat construite de Zastava

### Automobile Zastava & Yugo
- Campagnola AR-53: la 17 noiembrie 1954 prima Fiat Campagnola AR-53, un automobil de teren utilizat de armata italiană, a ieșit din fabrica sârbă. Producția a continuat până în 1962, fiind asamblate și fabricate 9.089 exemplare. Modelul este înlocuit cu mai modernul Campagnola 1107 - AR-76.
- Zastava 1400⁠(d): primul sedan a fost asamblat pe 26 august 1954. Au fost produse și câteva modele Fiat 1900. În total, au fost fabricate zeci de mii de astfel de mașini.
- Zastava 1100 B⁠(d): mai multe zeci de mii de Fiat 1100 D (1956) au fost asamblate de Zastava începând cu 1957. 1100 B a fost înlocuită în 1961 de 1100 E, versiunea locală a Fiatului 1100 D din 1962.
- Zastava 600⁠(d): lansată pe piața iugoslavă în 1955. A fost renumită Zastava 750 în 1962. Va rămâne în fabricație până la 4 aprilie 2000, după transformarea în Z-850 în 1980. În total, 923.487 de exemplare au fost fabricate de Zastava în 45 de ani.
- Fiat 1300/1500: complet identice cu originalul italian prezentat în 1961, Zastava 1300, denumită Tristać, a apărut în 1962 și va rămâne în producție până la 20 decembrie 1979. În total, au fost fabricate 201.160 Zastava 1300. Cu ocazia lansării producției acestui model a fost construită o nouă fabrică la Kragujevac.
- Fiat 850⁠(d): un număr mic de exemplare din acest model a fost de asemenea asamblat de Zastava.
- Zastava 101⁠(d) a fost derivată din Fiat 128 și avea un hayon asemănător cu cel al modelului Simca 1100⁠(d). Aceasta a fost prima dată când Zastava a prezentat un produs diferit de un original italian. Prezentată la Salonul din Belgrad, pe 16 mai 1971, Zastava 101 a fost un succes imens în țara sa și în multe țări din Est, unde a fost exportată. Fiat nu a vrut niciodată să includă acest model în gama sa, datorită deficiențelor de calitate semnificative față de propriile sale standarde de producție. A suferit îmbunătățiri tehnice semnificative de-a lungul anilor, deoarece producția sa a încetat la 20 noiembrie 2008, după 1.273.532 de exemplare produse, fără a include modelele exportate în CKD pentru a fi asamblate în Egipt la El Nasr, precum și în Etiopia.
- Zastava 128 Skala⁠(d): copie locală a Fiat 128 după încetarea producției în Italia și transferul unei linii de producție în 1980. Producția a fost oprită la 20 noiembrie 2008 după ce 225.963 de exemplare produse, din care o parte au fost exportate în CKD către Egipt.
- Zastava Polski 125PZ⁠(d) a fost asamblată începând cu 1970.
- Yugo 45: încurajați de succesul local al Zastava 101, conducătorii Zastava au obținut de la conducerea Fiat Auto ajutorul tehnologic necesar pentru a crea o variantă a Fiat 127 dar cu o caroserie diferită. La 2 octombrie 1980, Z-102 a fost prezentată la Salonul din Belgrad alături de Zastava 128 și Zastava a profitat de ea pentru a inaugura noua sa marcă Yugo. A fost fabricată până la 20 noiembrie 2008, dar cu câteva modificări estetice și mecanice, în total fiind produse 794.428 de exemplare. O versiune cabriolet a fost remarcată în Statele Unite, unde au fost exportate 145.511 de exemplare. Începând cu 2002 a fost refăcută și redenumită Zastava Koral.
- Yugo 103 Florida⁠(d): conducătorii Zastava-Yugo au obținut ajutorul Fiat pentru a concepe un nou vehicul. Fiat a livrat un proiect elaborat de Giorgetto Giugiaro pentru Fiat Tipo și refuzat în Italia. Fiat a refuzat, la început, să livreze noile motoare de pe Tipo. Z-103 Florida va întârzia semnificativ, iar Tipo era deja de mult timp pe piață când Z-103 a fost lansată. De aceea, Fiat a furnizat motoarele sale de ultimă generație. Z-103 Florida a rămas în producție până la 11 noiembrie 2008. Au fost fabricate numai 29.950 exemplare ale sedanului.
- Zastava Z10⁠(d): versiunea locală a Fiat Punto II produsă începând cu martie 2007. După cumpărarea Zastavei de către Fiat în 2008, mașina a fost redenumită Fiat Punto Classic.
- Fiat 500L: După ce Fiat a reconstruit complet fabrica din Kragujevac, Fiat 500L a fost produs și comercializat în rețeaua mondială Fiat. Producția s-a oprit în 2022.

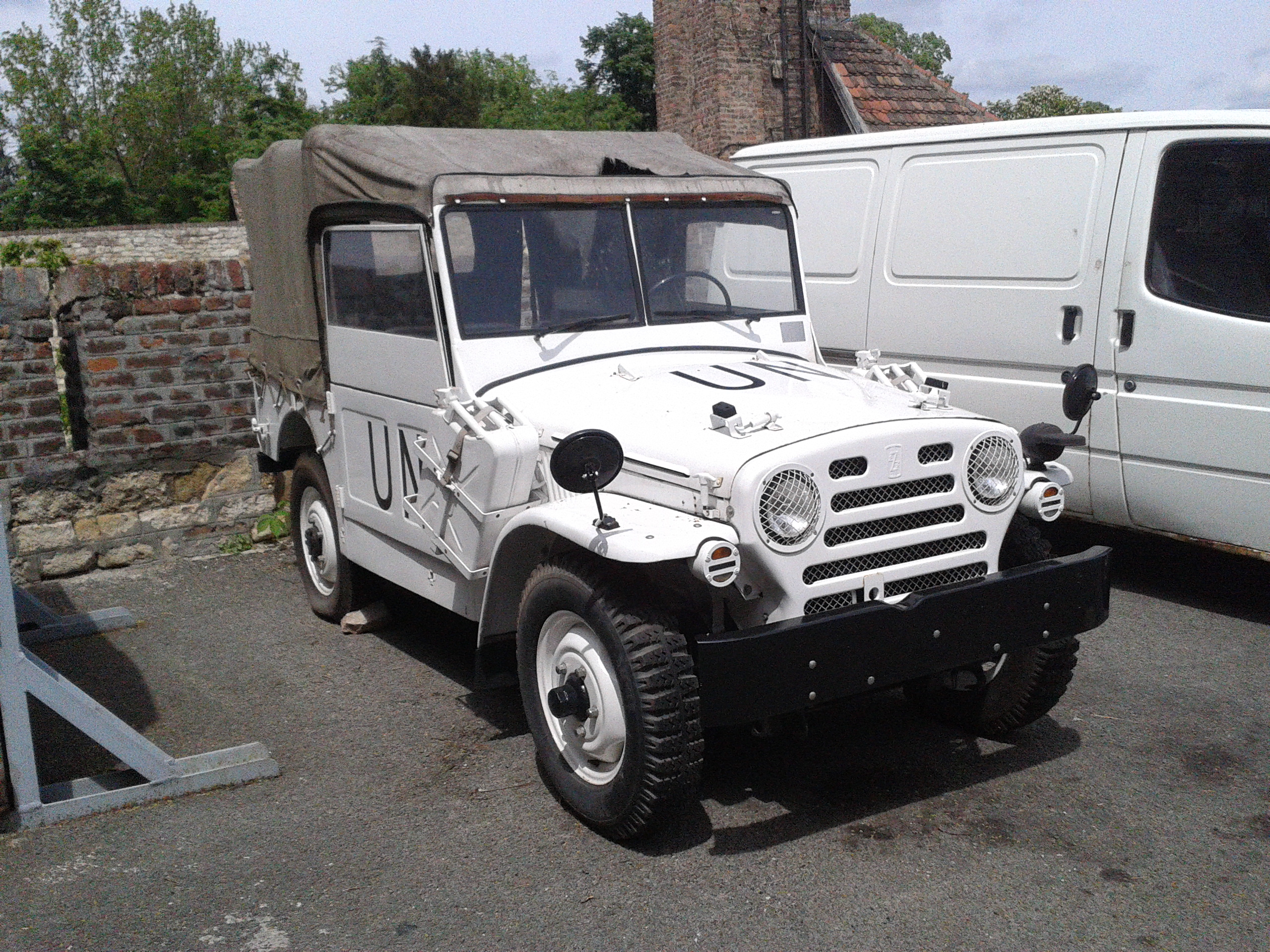
Zastava Campagnola AR-53
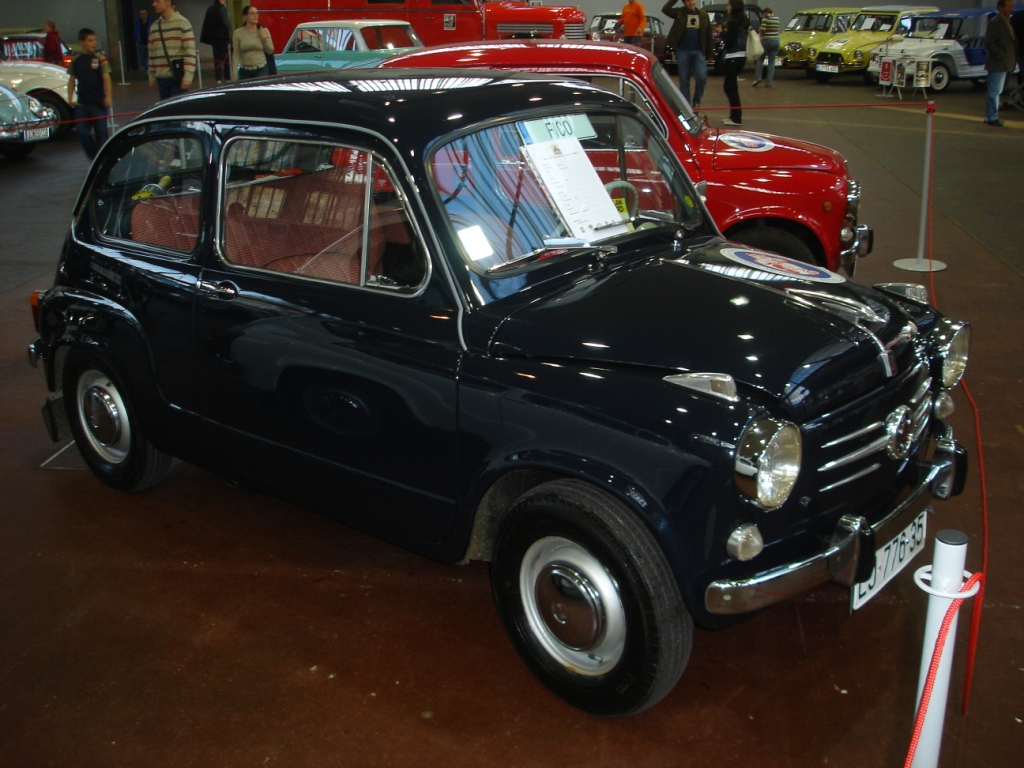
Zastava 600/750/850, varianta iugoslavă alFiat 600
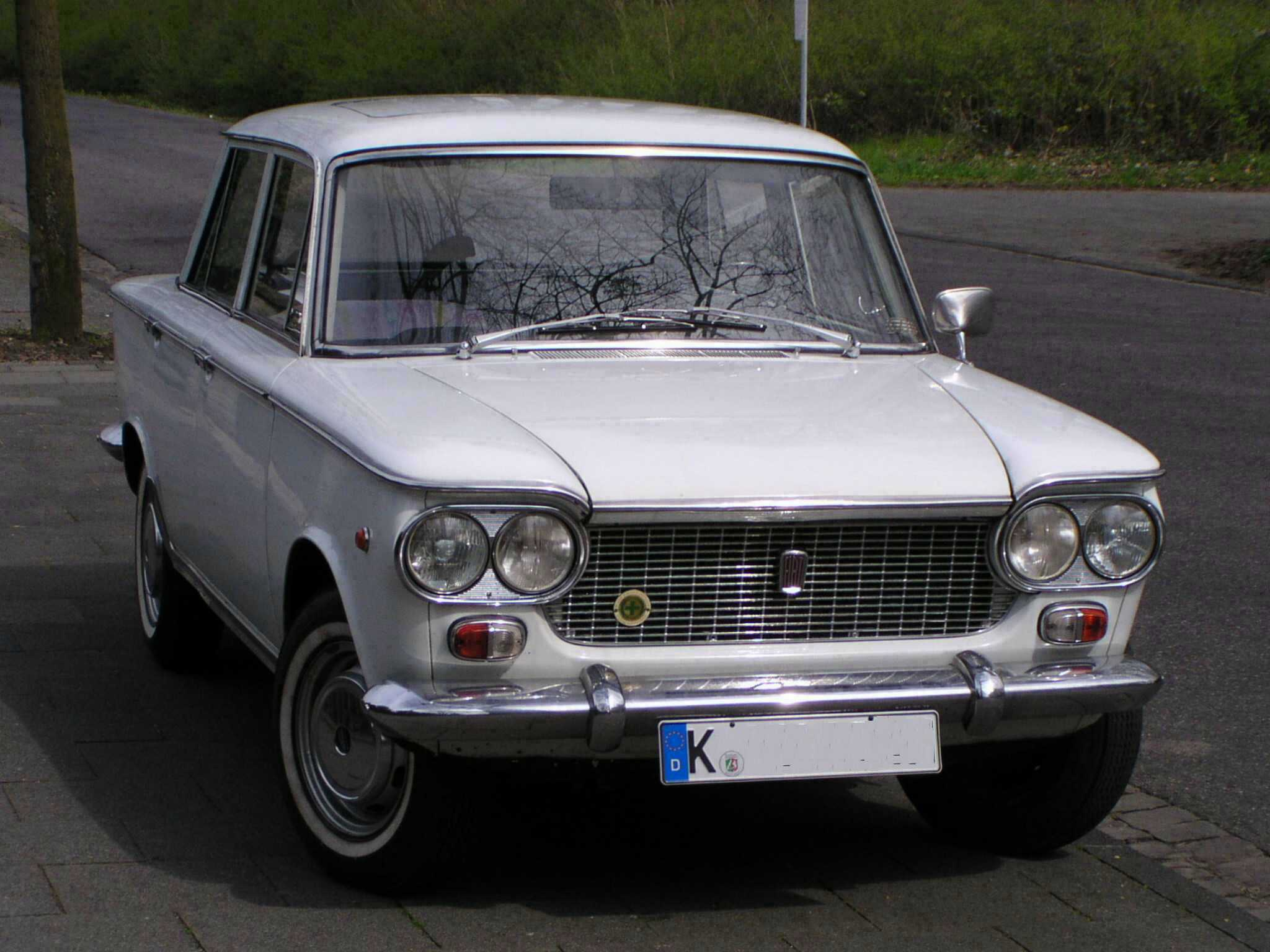
Zastava 1300
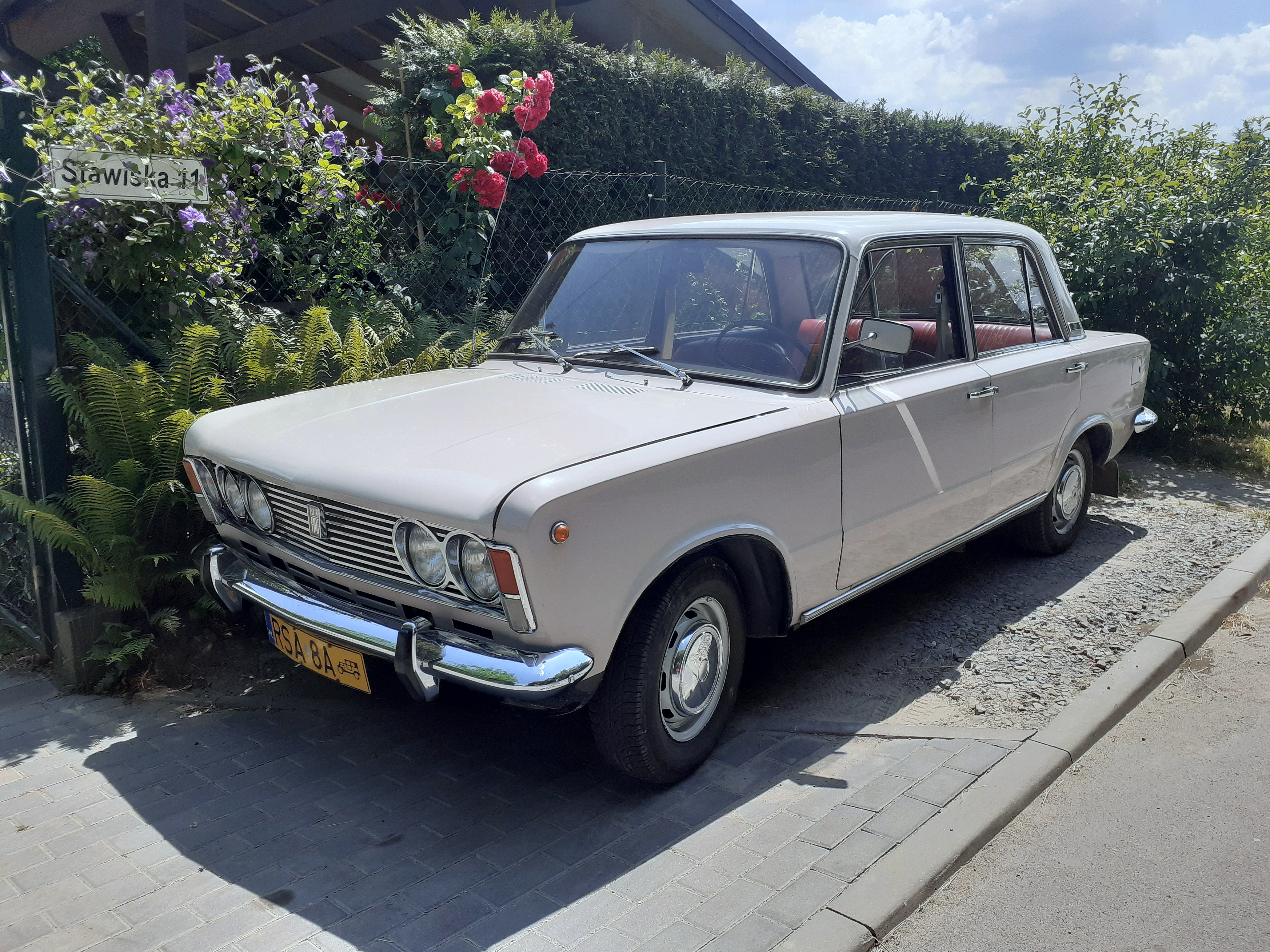
Zastava 125 PZ
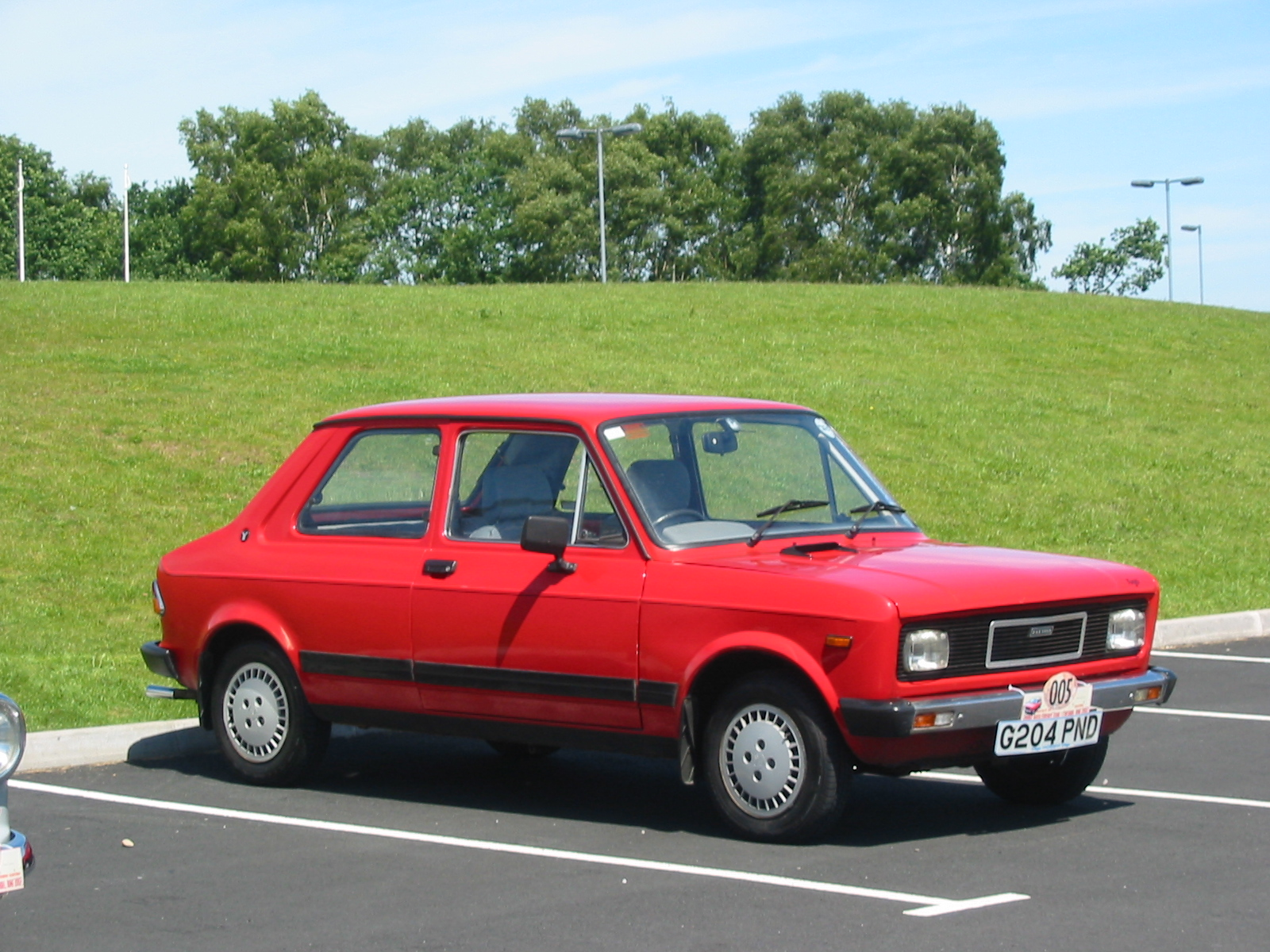
Zastava 101 Mediteran 3p, varianta iugoslavă a hatchback-ului Fiat 128
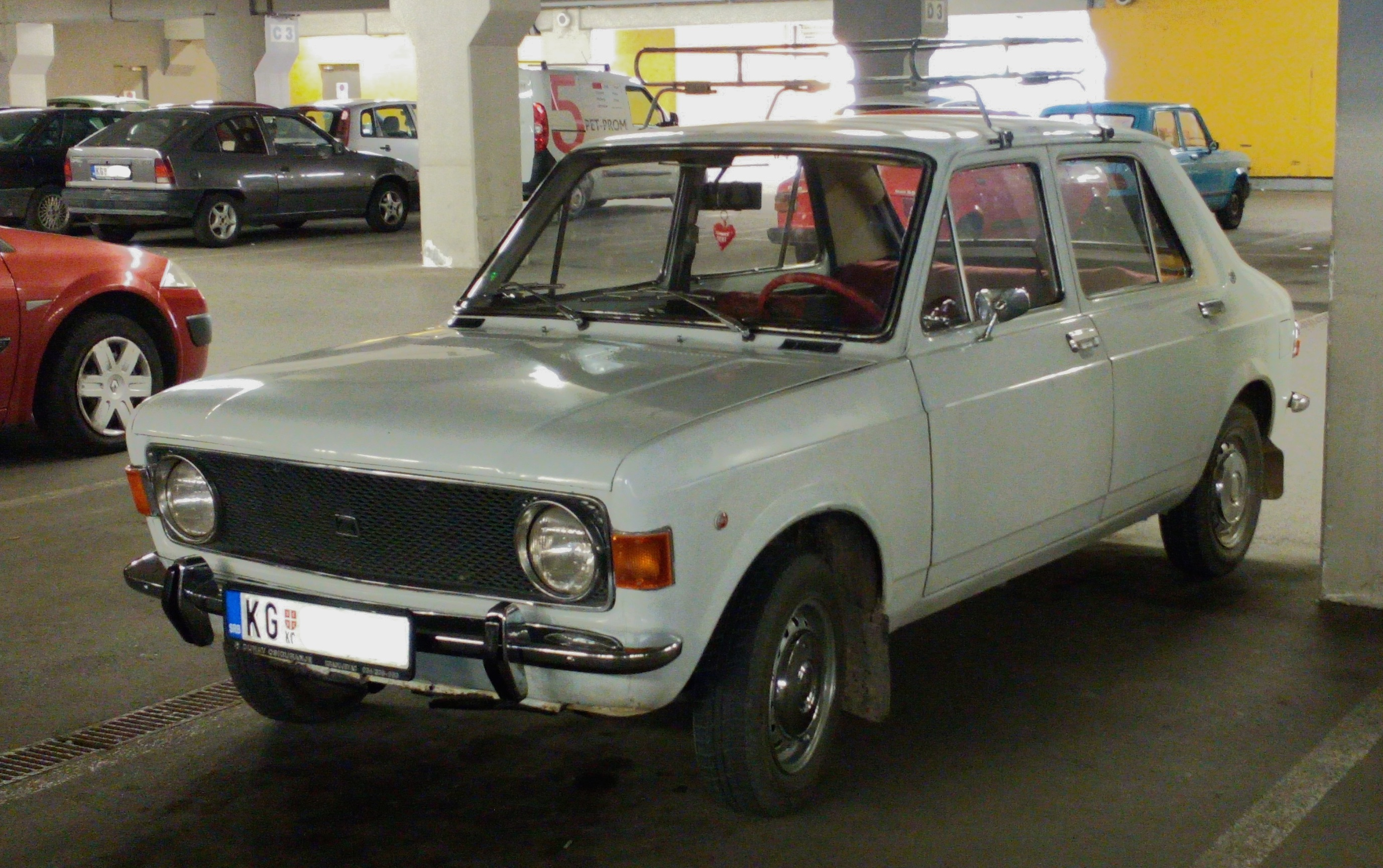
Zastava 101 (5 uși)
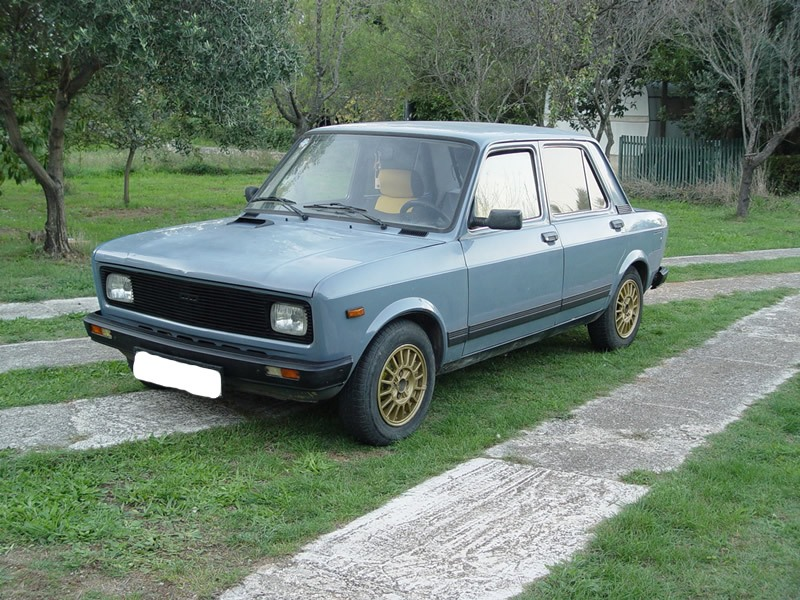
Zastava Skala 128, versiunea iugoslavă aFiat 128 seria a treia
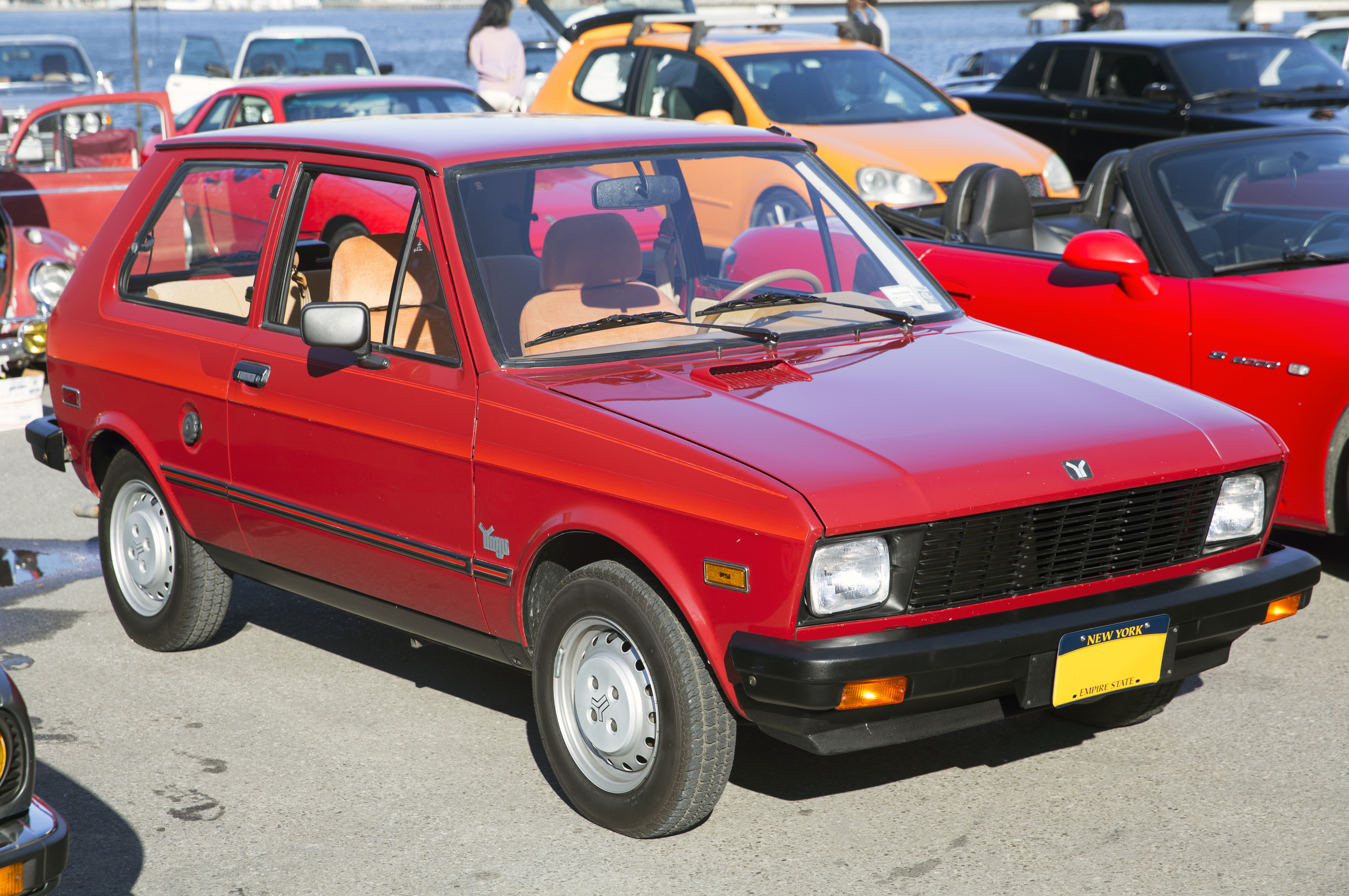
Yugo Koral 45/55, pe baza Fiat 127
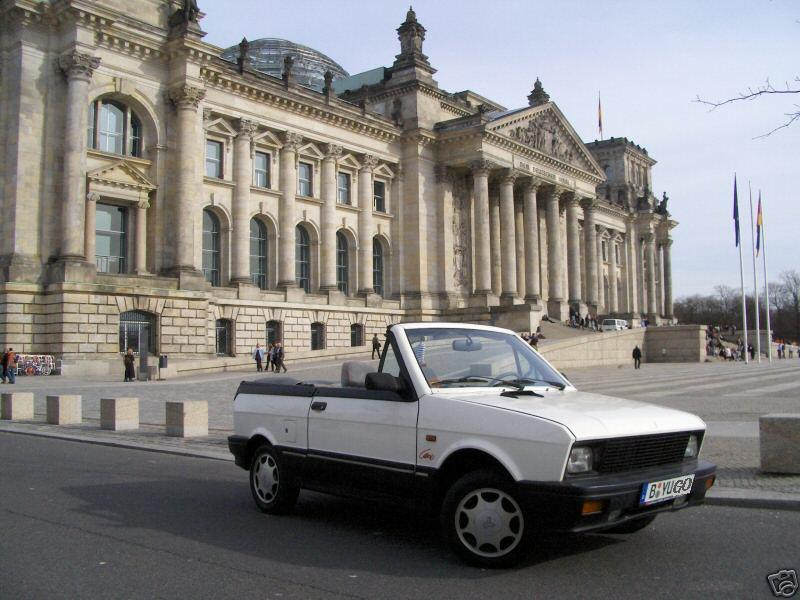
Yugo Cabrio, principalul model de export în Statele Unite
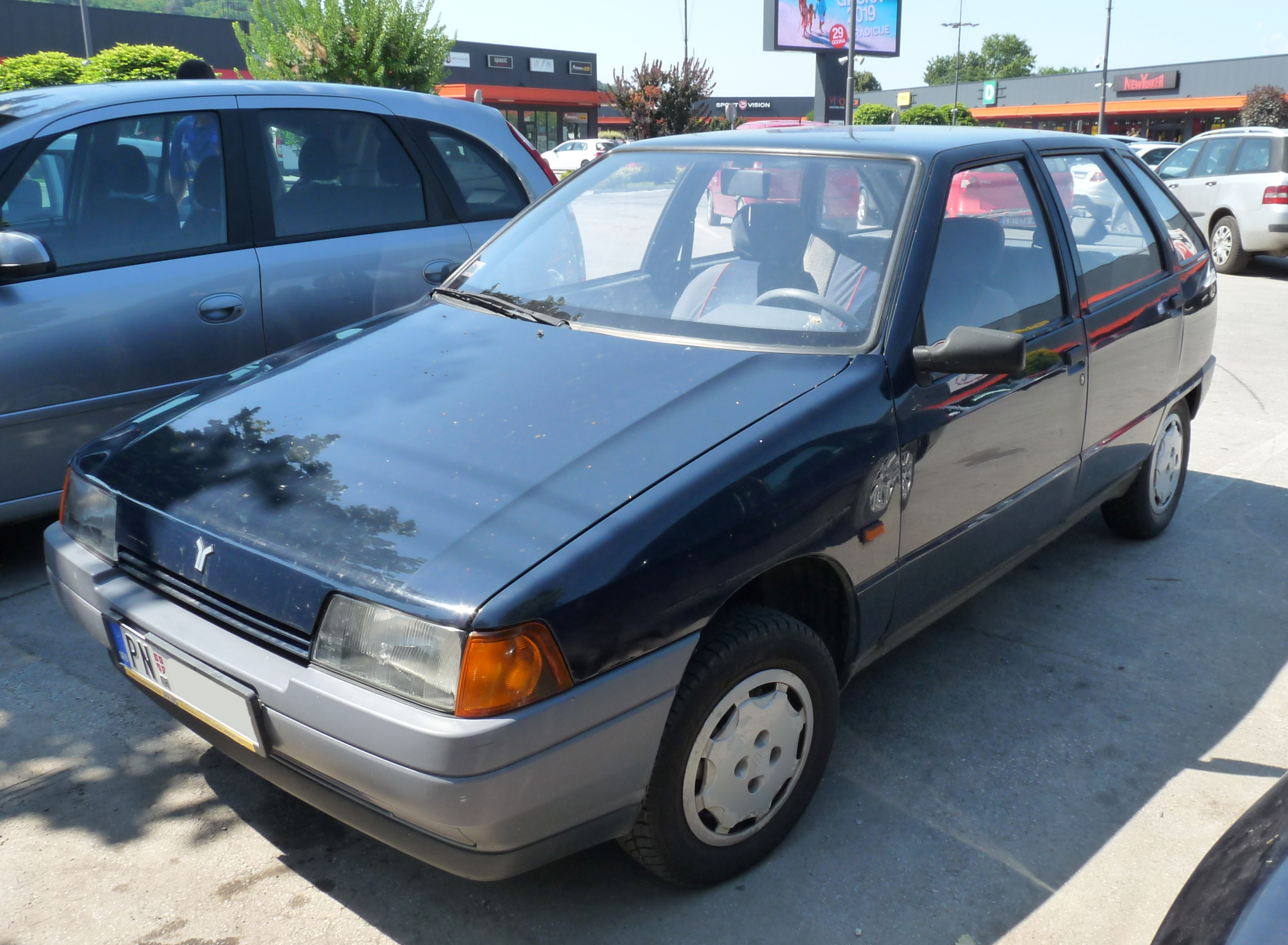
Yugo Florida 1.3 EFI (prima generație, 1988)
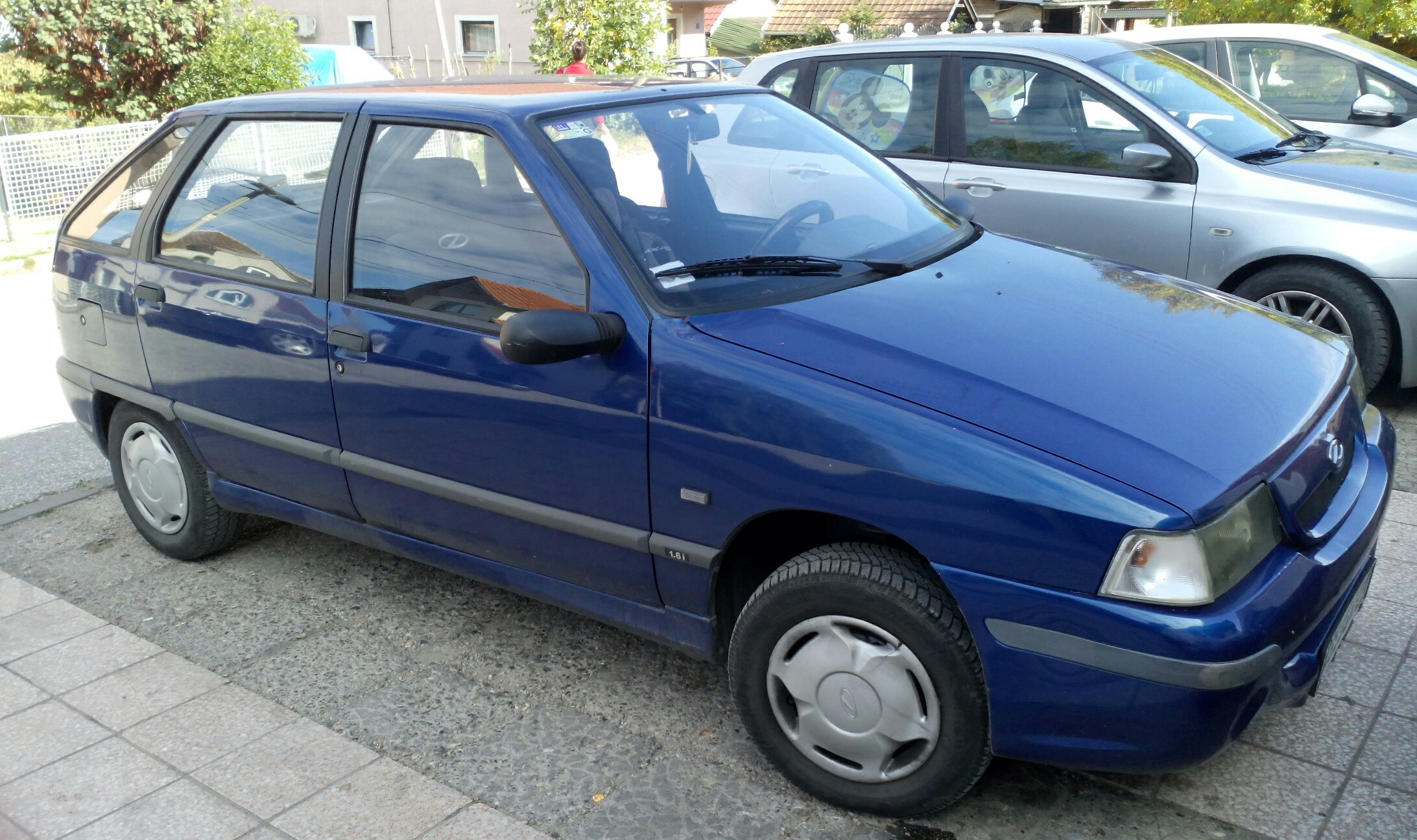
Zastava Florida în L 1.6i (a doua generație, 2002)
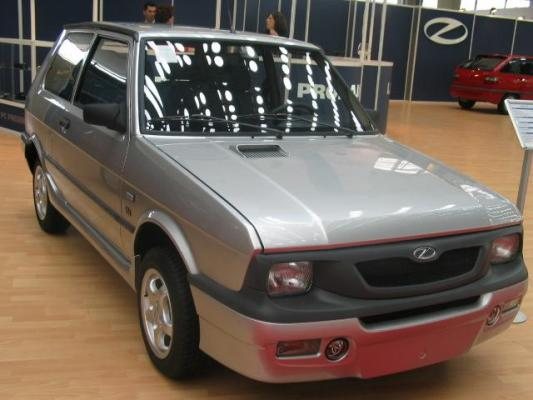
Seria Yugo Koral restilizat de Heuliez⁠(d)
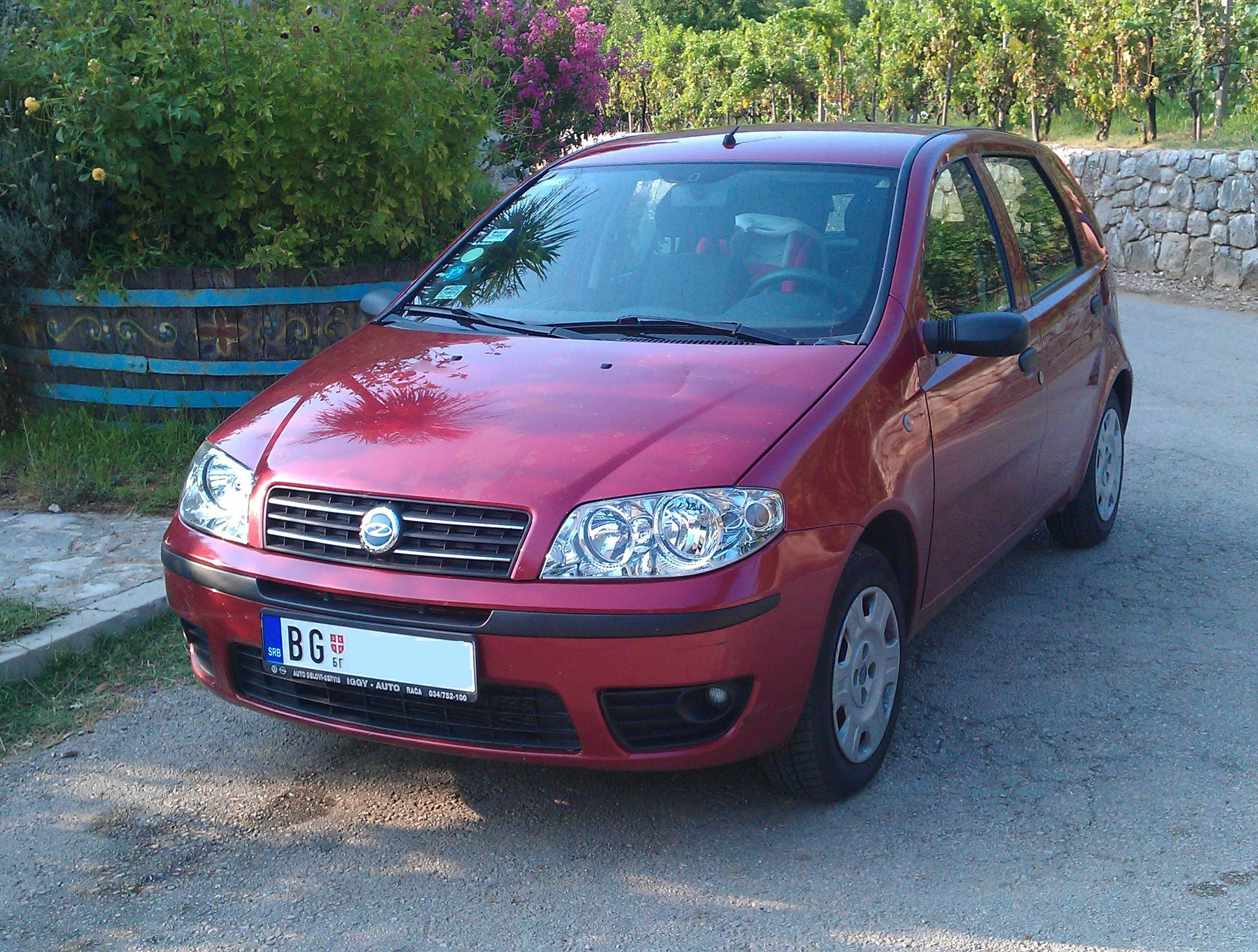
Zastava Z-10 Fiat Punto II⁠(d)

### Zastava Specijalni Automobili
Vehiculele utilitare (comerciale) au fost produse de divizia Zastava Specijalni Automobili (Vehicule comerciale Zastava) la uzina Sombor până în 2010.
- Zastava 1100T: furgonetă lansată în 1959, identică cu originalul Fiat 1100 T italian, devenit 1300T apoi 1500T, a rămas în producție până în 1981 și a fost comercializată și sub numele de Zastava 412.
- Zastava 430 / 435⁠(d): autoutilitare identice cu Fiat 600T, construite de Zastava din 1970 până în 1980.
- Zastava 850 AK / 900 T⁠(d): autoutilitare identice cu Fiat 850T &amp; 900T, înlocuitoare pentru seria 430/435, produse din 1980 până în 1990. Din 1970 până în 1990, au fost produse 57.000 de exemplare ale acestor dube.
- Zastava 128 Poly⁠(d): prezentarea prototipului variantei pick-up a Zastava Florida în 1995. Producția în serie a început la sfârșitul anului 1998 și includea 2 versiuni: pick-up și furgonetă cu acoperiș din fibră de sticlă numită „Poly”. Vehiculul avea o sarcină utilă de 630 până la 690 kg, în funcție de versiune. Sunt propuse mai multe aranjamente: dubă de panificație, ambulanță, cutie frigorifică etc. Au fost produse până în 2010.
- Zastava Florida Poly⁠(d) : prezentare a prototipului variantei pick-up a Zastava Florida în 1995. Producția în serie a început la sfârșitul anului 1998 și include 2 versiuni : pick-up și furgonetă cu acoperiș din fibră de sticlă numită „Poly”. Vehiculul are o sarcină utilă de 630 până la 690 kg, în funcție de versiune. Sunt propuse mai multe aranjamente : dubă de panificație, ambulanță, cutie frigorifică etc. Au fost produse până în 2010.
- Zastava Žezelj 1.3i: model foarte rar conceput la sfârșitul anilor '90 și fabricat din 1999 pentru transportul rapid de mărfuri în zonele balneare. Este construit din șasiul gamei OM Mali (OM seria X) cu un corp din fibră de sticlă. Foarte ușoară, poate ajunge la peste 180 km/h. Designul interior vine de la sedanul Zastava 101 Skala⁠(d) versiunea a doua. Are motorul Fiat 1.3 EFI 68 CP și multe componente mecanice de la Florida.

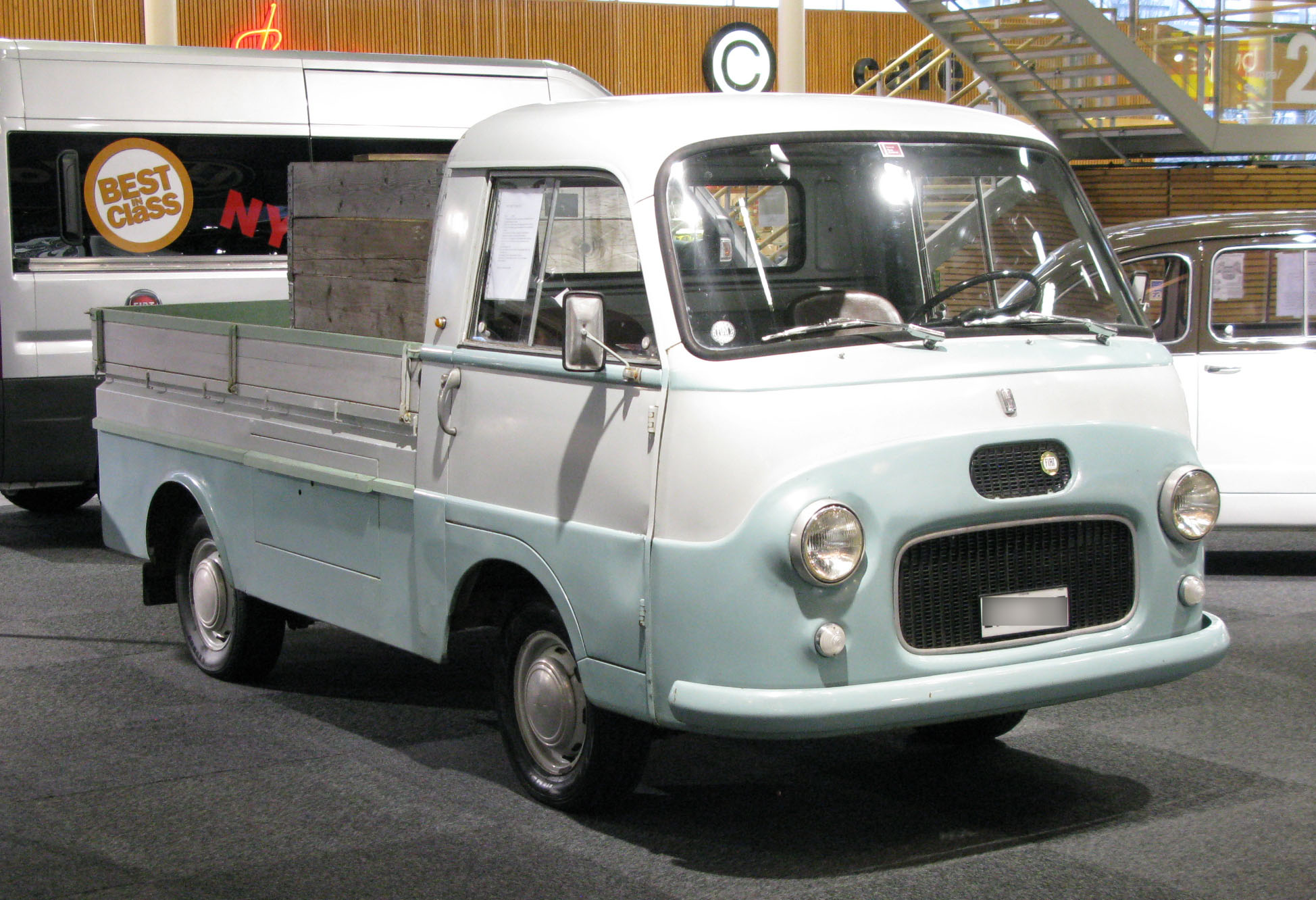
Zastava 1100/1300/1500 T
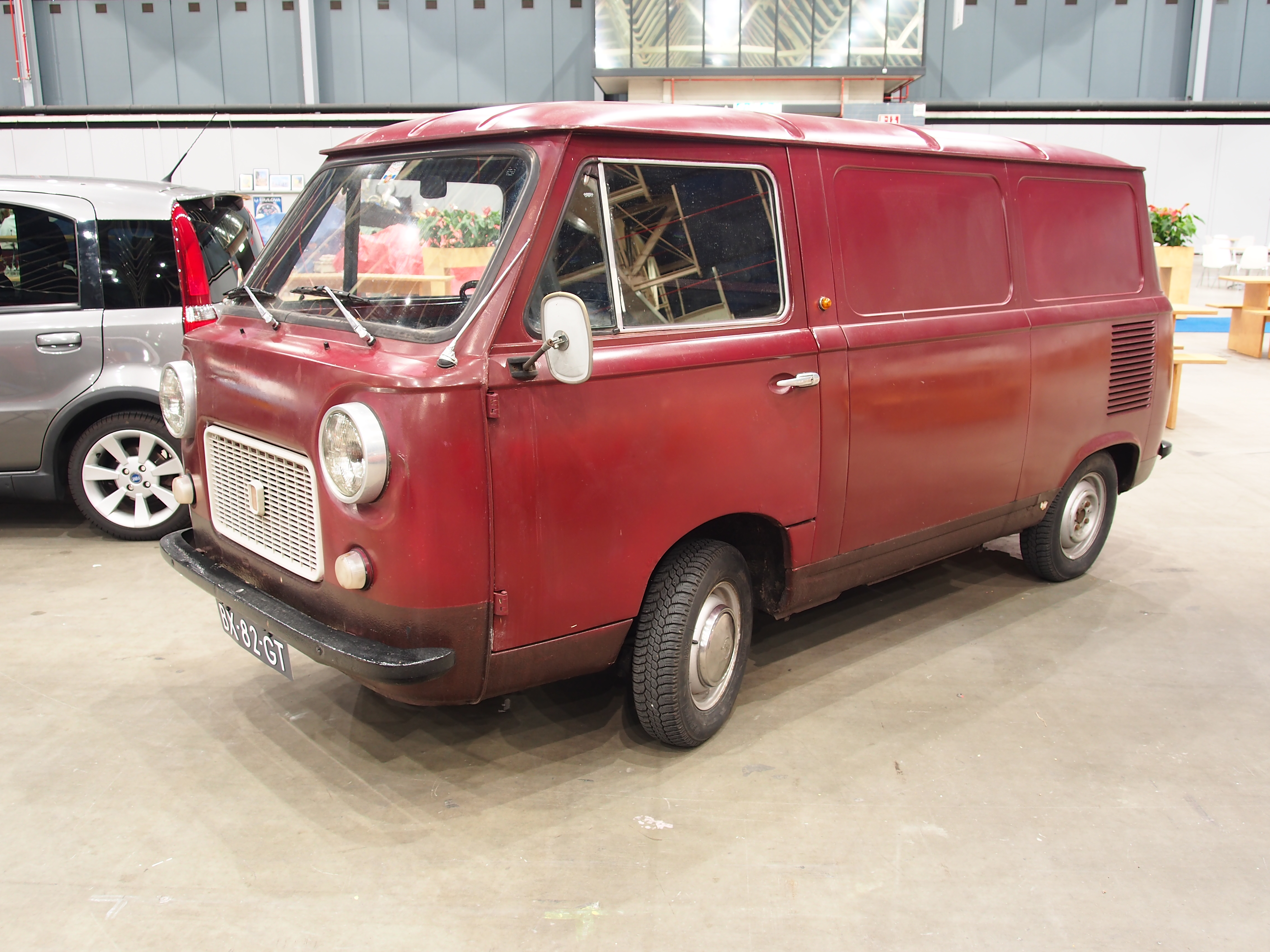
Zastava 430/435 T
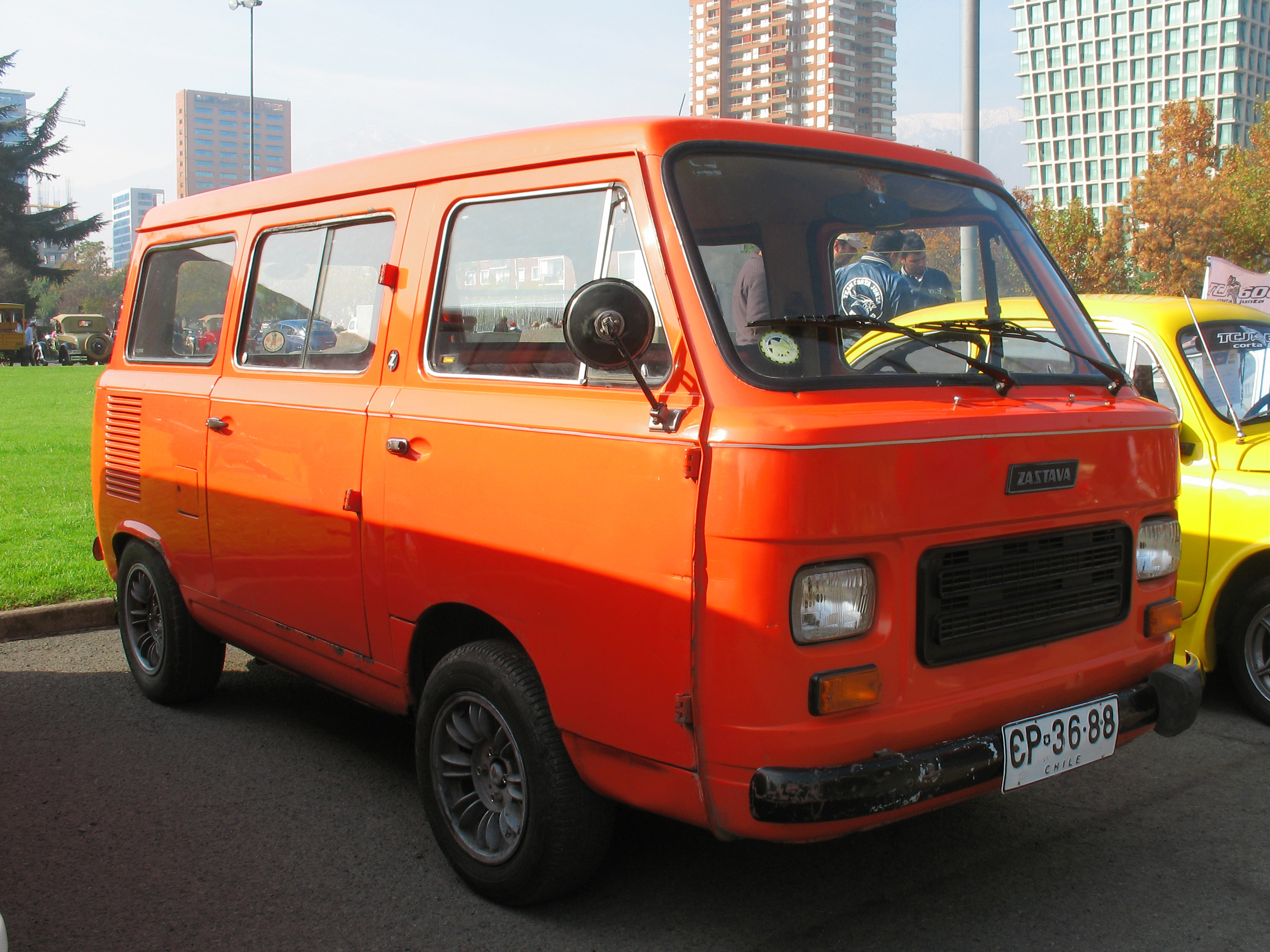
Zastava 850/900T
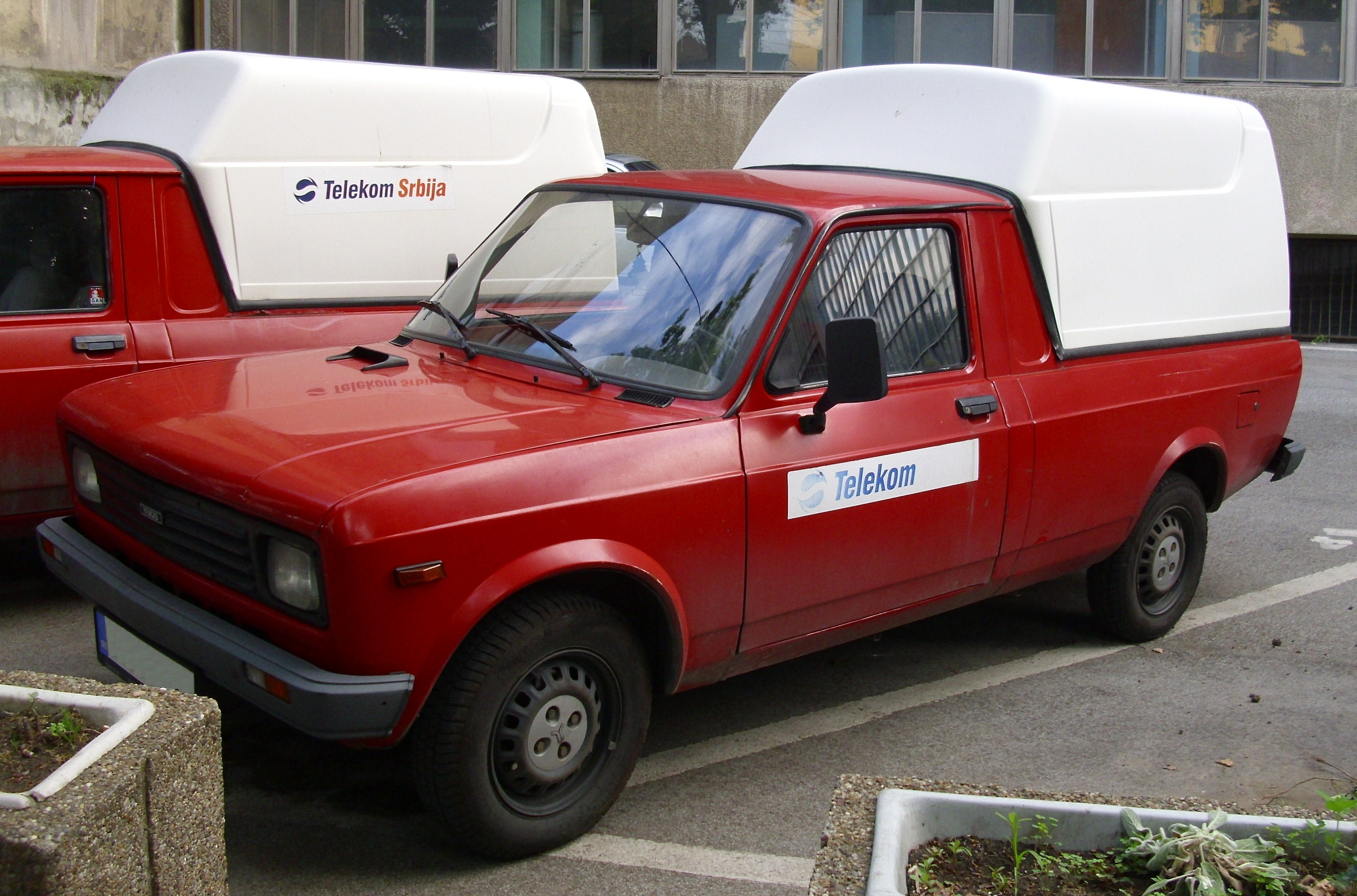
Zastava 128 Skala Poly
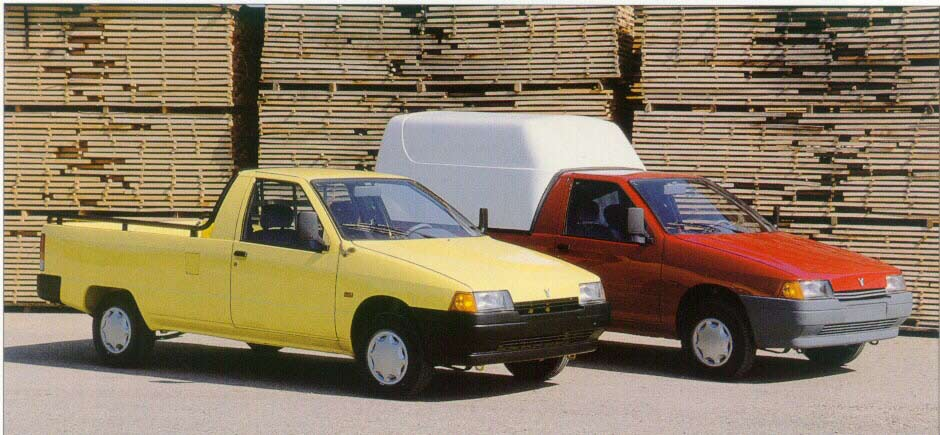
Pick-upuri Zastava Florida și Poly

### Camioane Zastava Kamioni
- Zastava 615/620⁠(d) : versiunea locală a Fiat 615 prezentată în Italia în 1952, acest camion mic de 3 și 4 tone s-a bucurat foarte repede de un mare succes comercial. A fost produs de Zastava Kamioni, în urma unui acord de colaborare cu Fiat V. eu. a avut loc în 1957 : peste 36 000 de Zastava 615/616 au fost produse între 1957 și 1969.
- Zastava 616⁠(d) : versiune locală a Fiat 616 prezentată în Italia în 1965, produsă din 1965, evoluție a lui 615/620 echipat cu un motor diesel mai puternic.
- Zastava 615-N/635⁠(d) : pentru a înlocui Fiat 615, în 1969, divizia Zastava Kamioni a devenit o companie independentă, inclusiv Fiat V. eu. detine 35% din capital. Lansarea producției de modele derivate din OM supranumit Zastava OM Mali.
- Zastava 640⁠(d), versiunea locală a seriei Fiat-OM „<span typeof="mw:DisplaySpace" id="mwAkA">&nbsp;</span>S<span typeof="mw:DisplaySpace" id="mwAkE">&nbsp;</span>» produs din 5 août 1978 pentru care Zastava tocmai a obtinut licenta.
- Zastava 645⁠(d) : versiunea locală a seriei Fiat-OM „<span typeof="mw:DisplaySpace" id="mwAkY">&nbsp;</span>Z<span typeof="mw:DisplaySpace" id="mwAkc">&nbsp;</span>» „Zeta”.
- Zastava Rival⁠(d) : Fiat V. eu. acordă licența de producție pentru succesul său global Fiat Daily, cu o considerație: IVECO, o subsidiară a Fiat, crește la 42 % din capitalul producătorului Zastava Kamioni și investește capitalul necesar pentru modernizarea fabricii și construirea altor modele de tonaj mediu din gama sa italiană.
- Zastava EuroZeta⁠(d) : versiunea locală a IVECO TurboZeta în versiunea 85.17.

Producția de camioane de către Zastava Kamioni s-a încheiat în 2017. Producția militară Turbo Rival a fost transferată către Zastava Tervo, o nouă companie de stat.

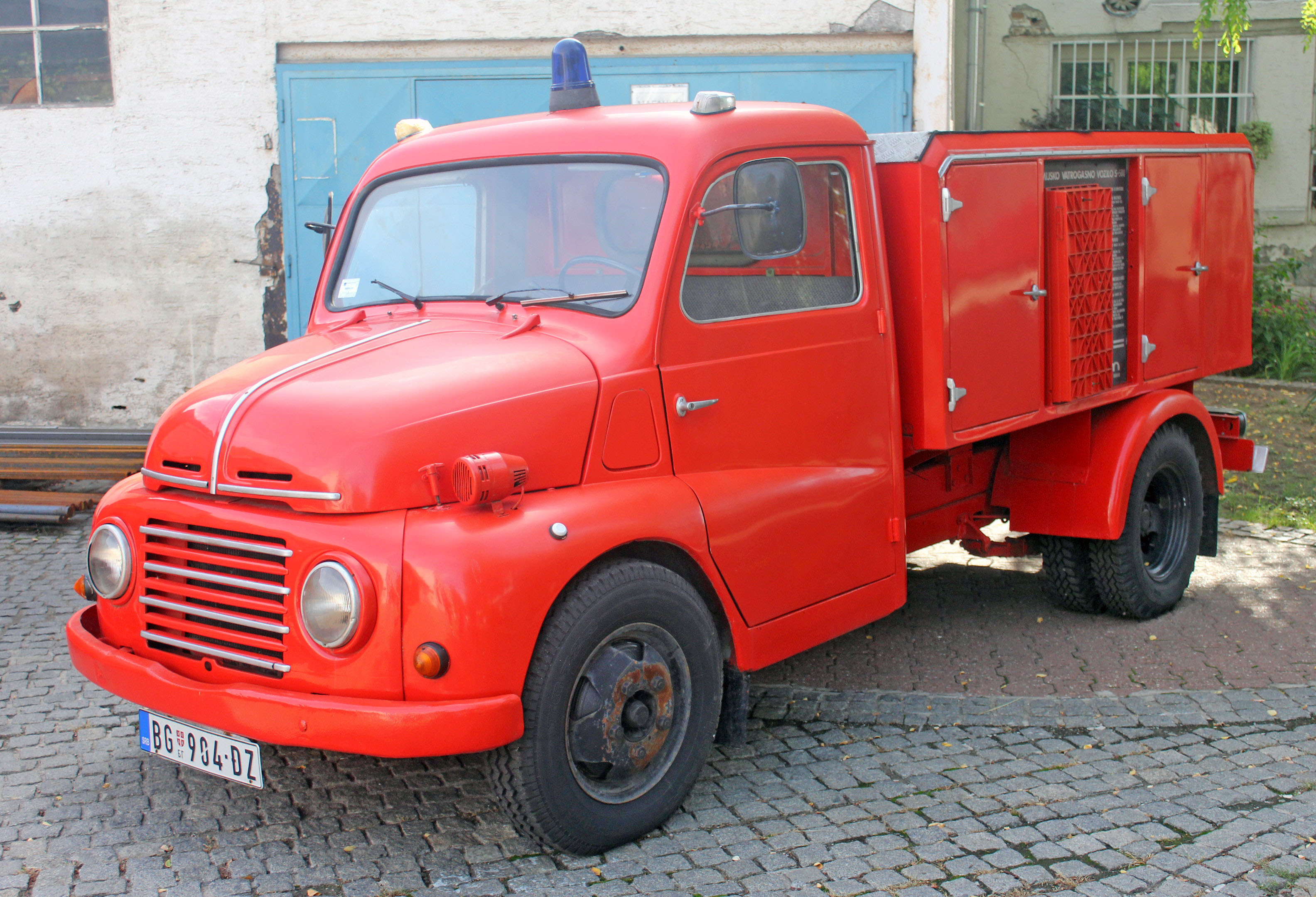
Zastava 615/616/620-B
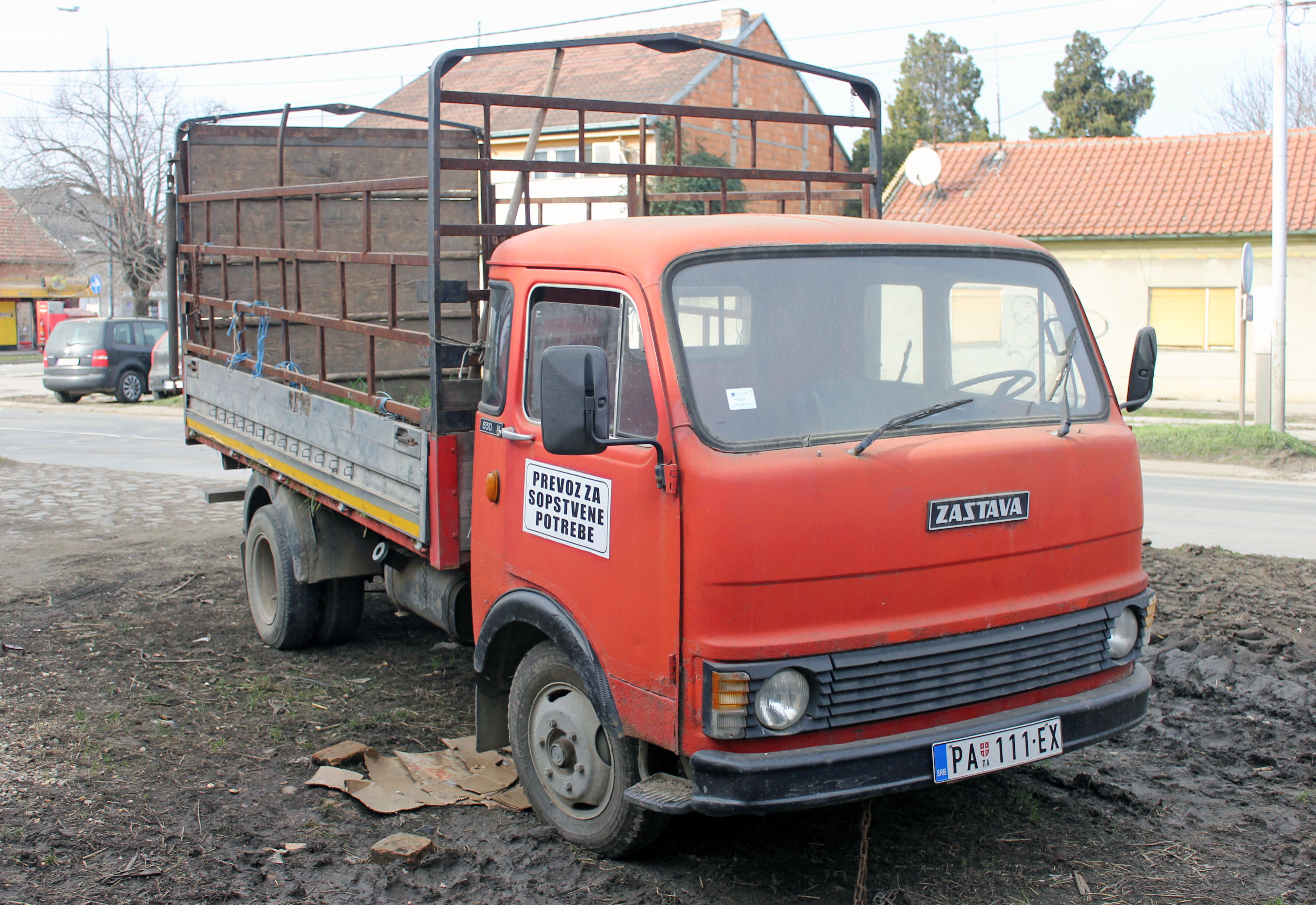
Zastava 630-N
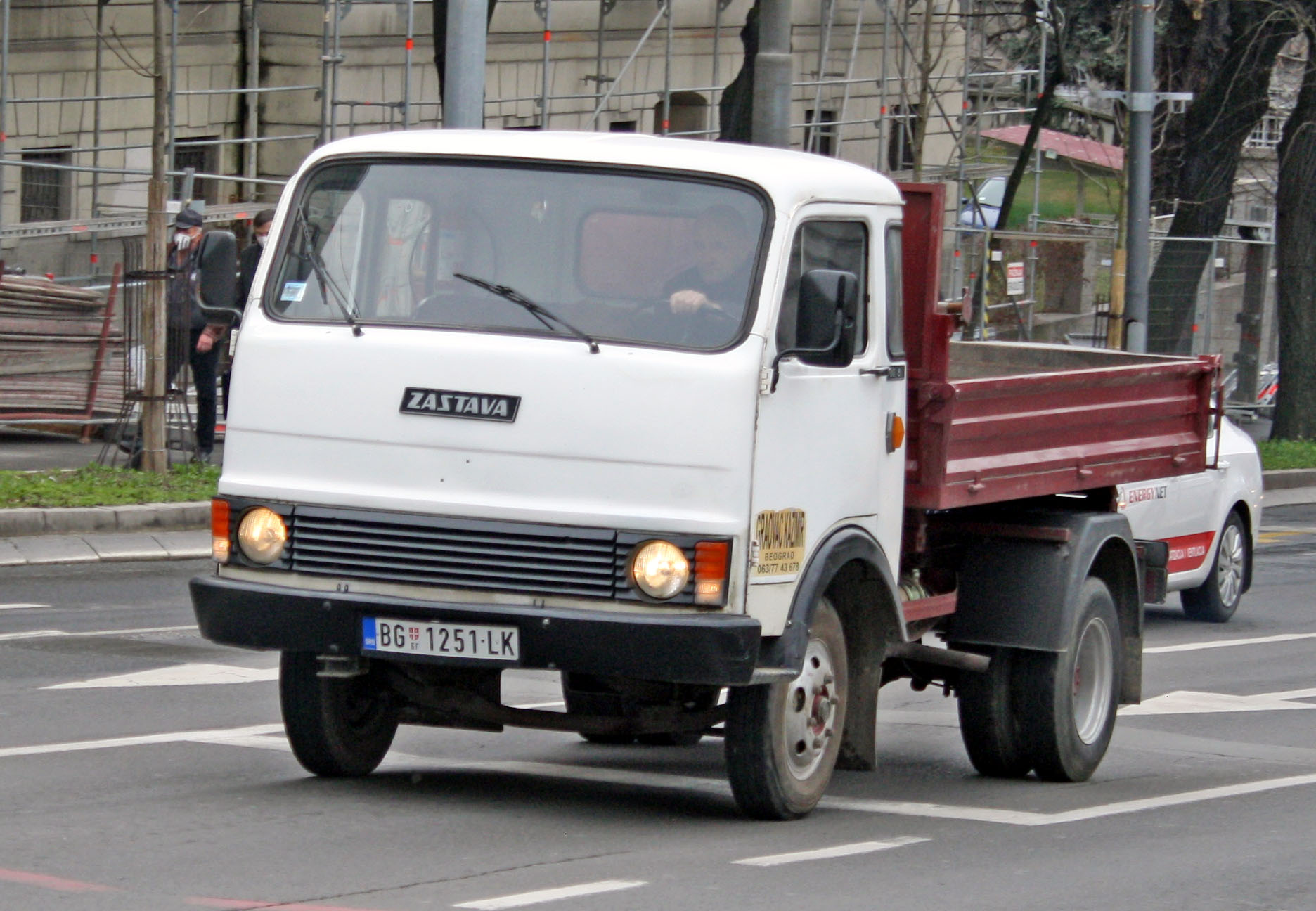
Zastava 635 "Mali OM"
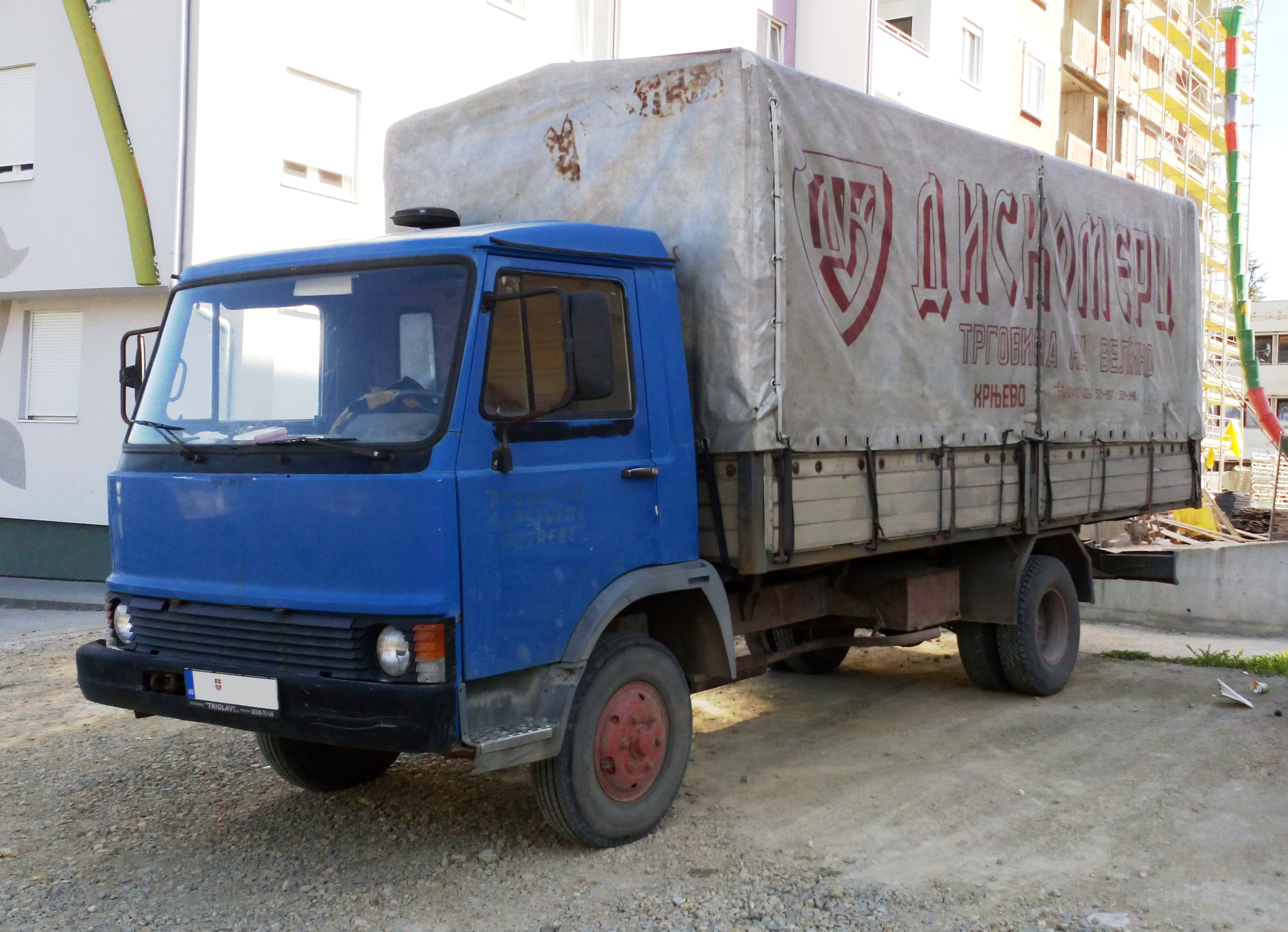
Zastava 645 "Zeta"
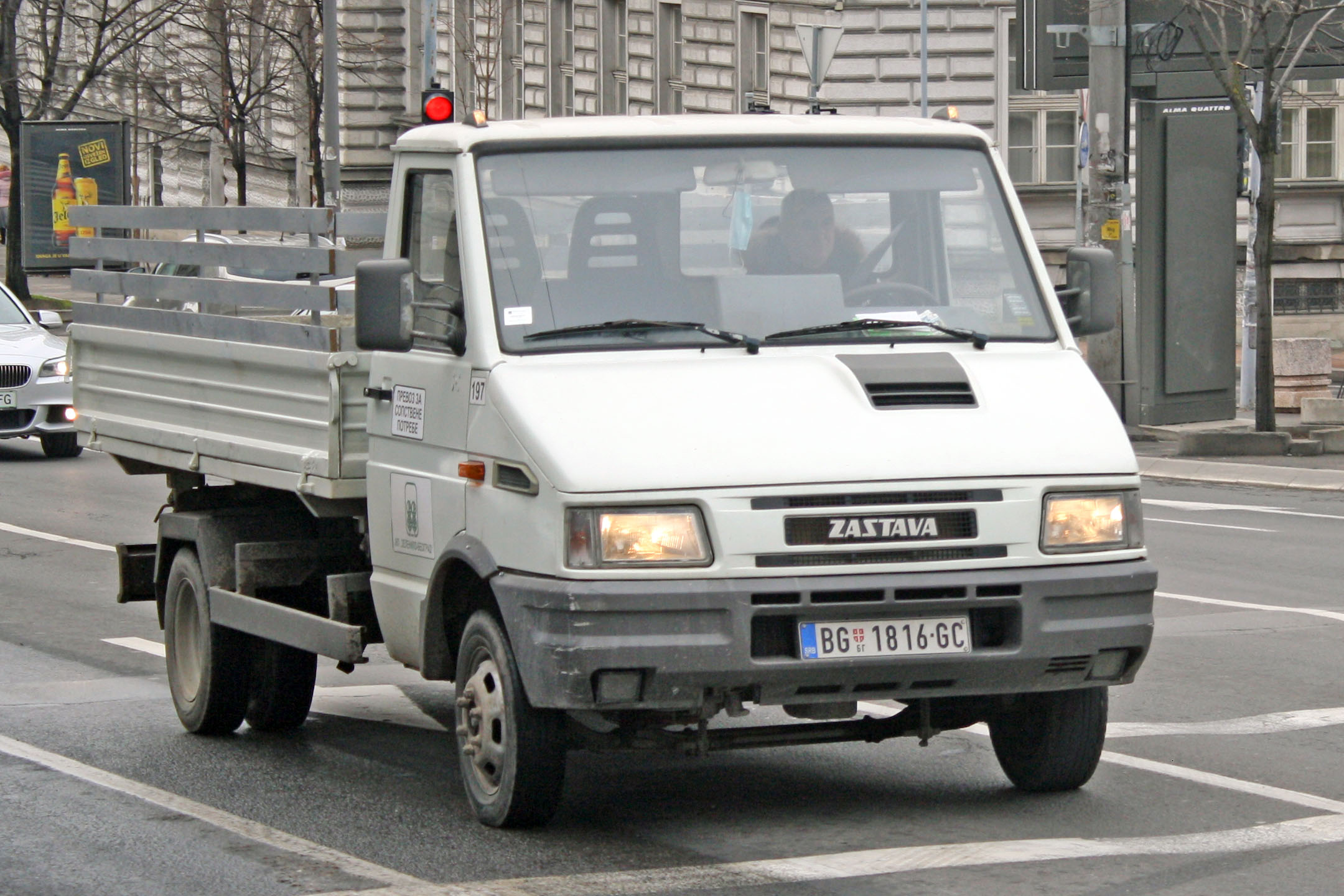
Zastava New Turbo Rival
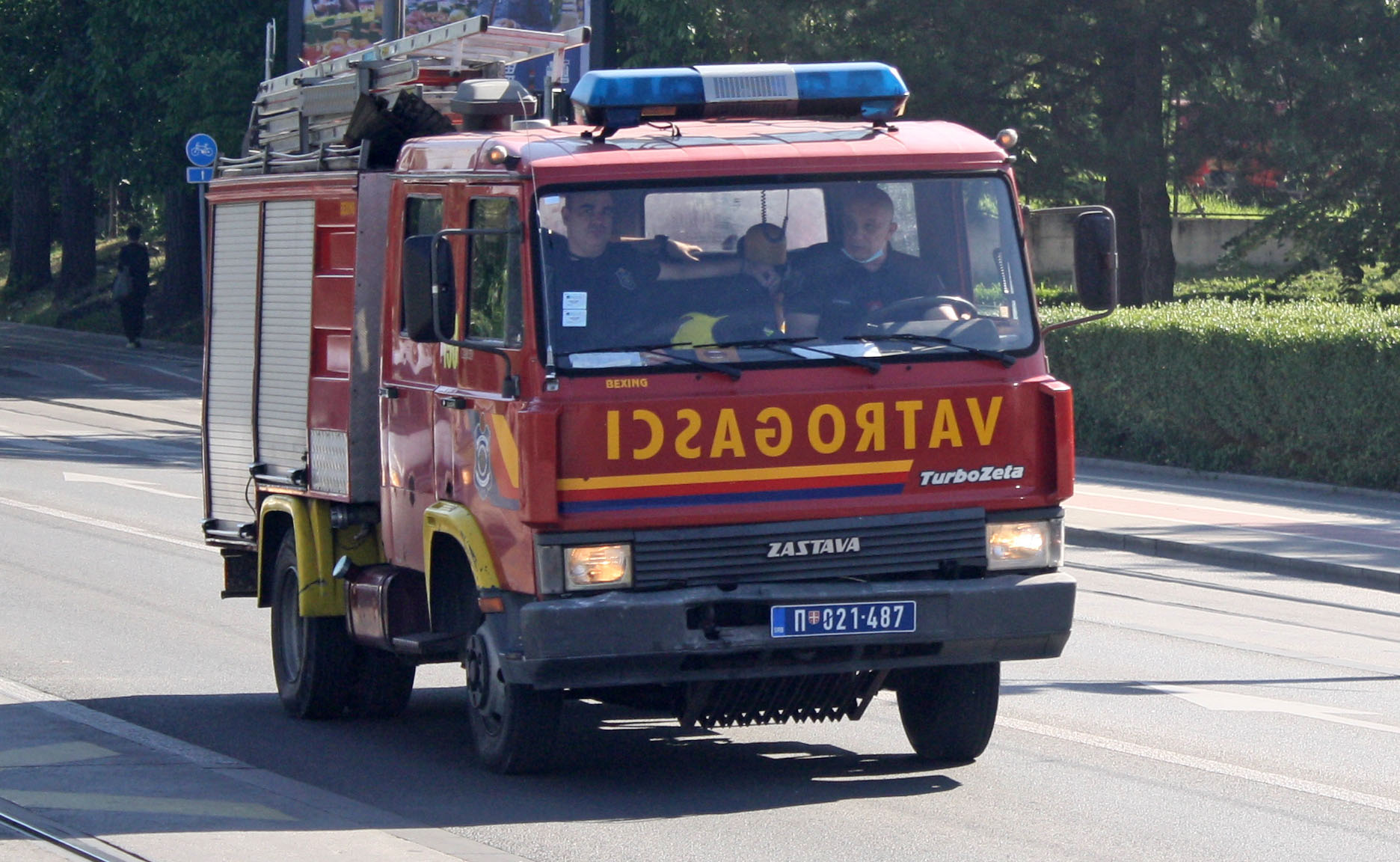
Zastava TurboZeta
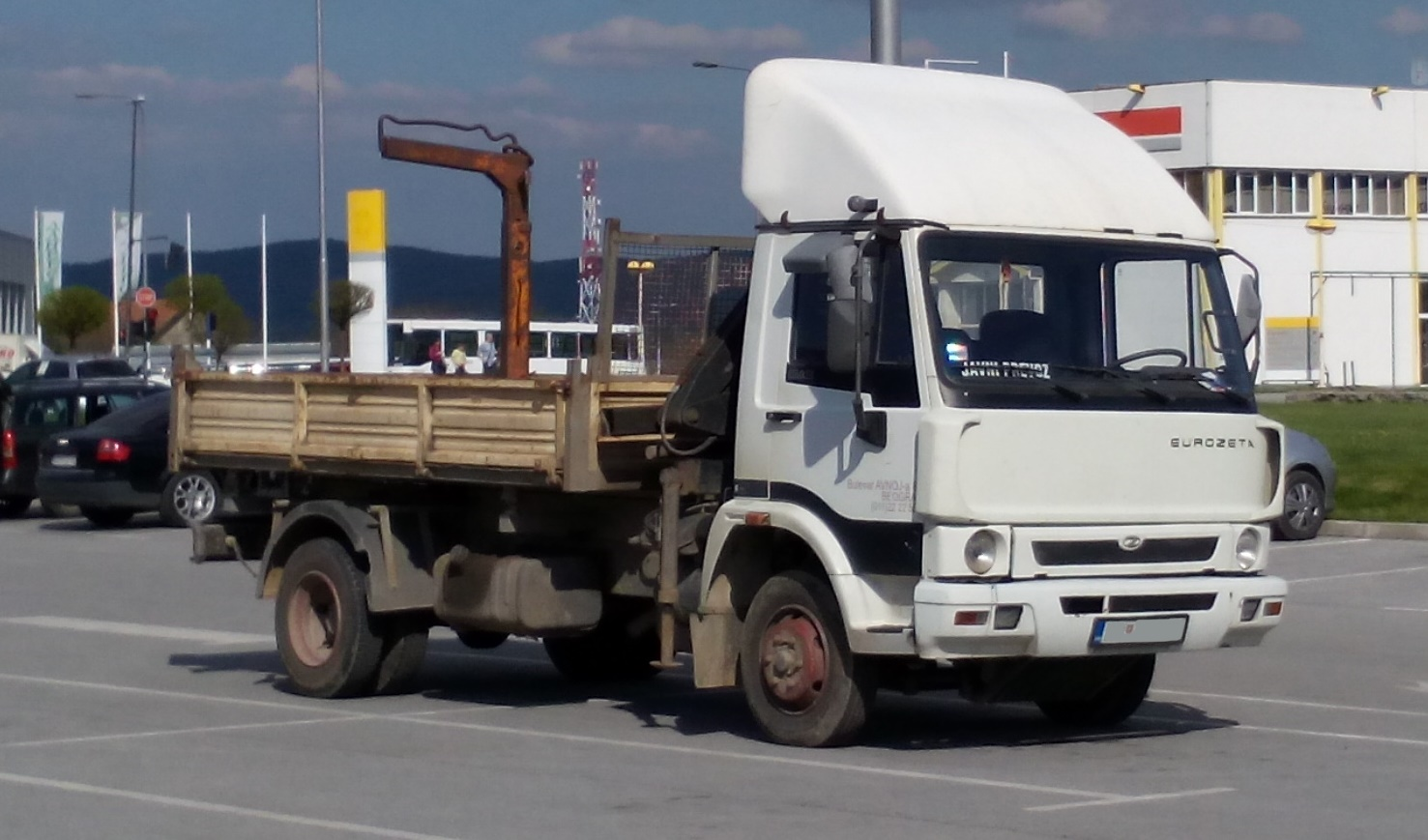
Zastava EuroZeta
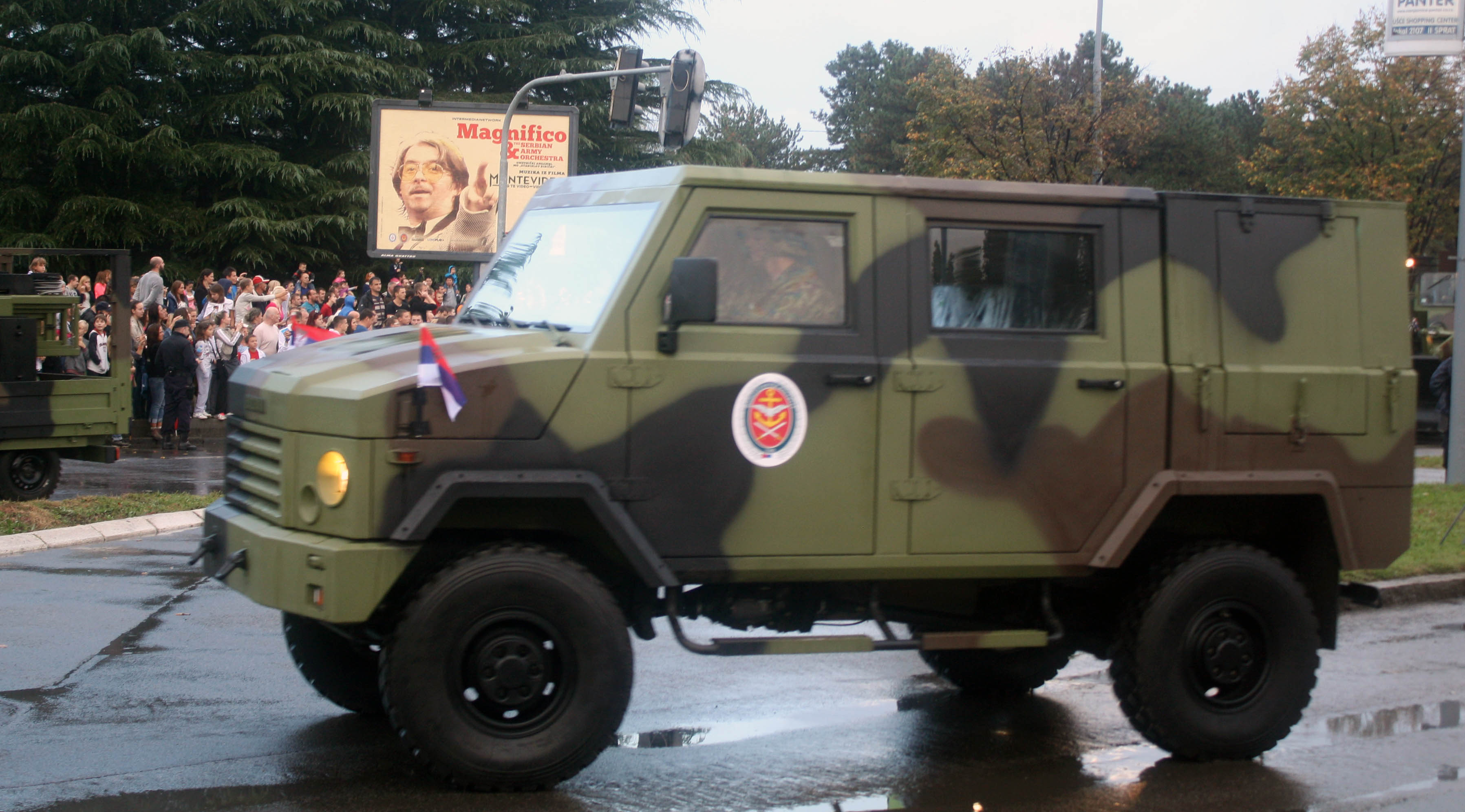
Zastava Tervo NTV

### Autobuze Zastava
- Zastava 615-B⁠(d): pe șasiul autocamionului fabricat sub licență, Zastava a fabricat o versiune de microbuz cu 14 locuri pentru piața iugoslavă, produs din 1964 până în 1969.
- Zastava 620-B⁠(d) : versiune modernizata a microbuzului 615-B cu caroserie modificată, fabricat intre 1970 si 1979, folosit in principal pentru transportul aeroportuar si de către hoteluri.
- Zastava Neretva 16 - 18 - 23- 25 & 26P⁠(d): gamă de mini și midibuze, inclusiv versiuni urbane, interurbane și turism și GT, fabricate între 1980 și 1985,
- Zastava 635 AD⁠(d): midibus urban cu o capacitate de 50 locuri din care 19 pe scaune, fabricat din 1979 până în 1985.
- Zastava Rival⁠(d), microbuz derivat din microbuzul Fiat Daily,
- Zastava Turbo Rival⁠(d): microbuz pentru servicii urbane standard și GT [7].
- Zastava New Turbo Rival⁠(d): mini și midibus pentru servicii urbane, interurbane și GT, construite pe baza IVECO Daily 3

Producția autobuzelor de către Zastava Kamioni s-a încheiat în 2017.

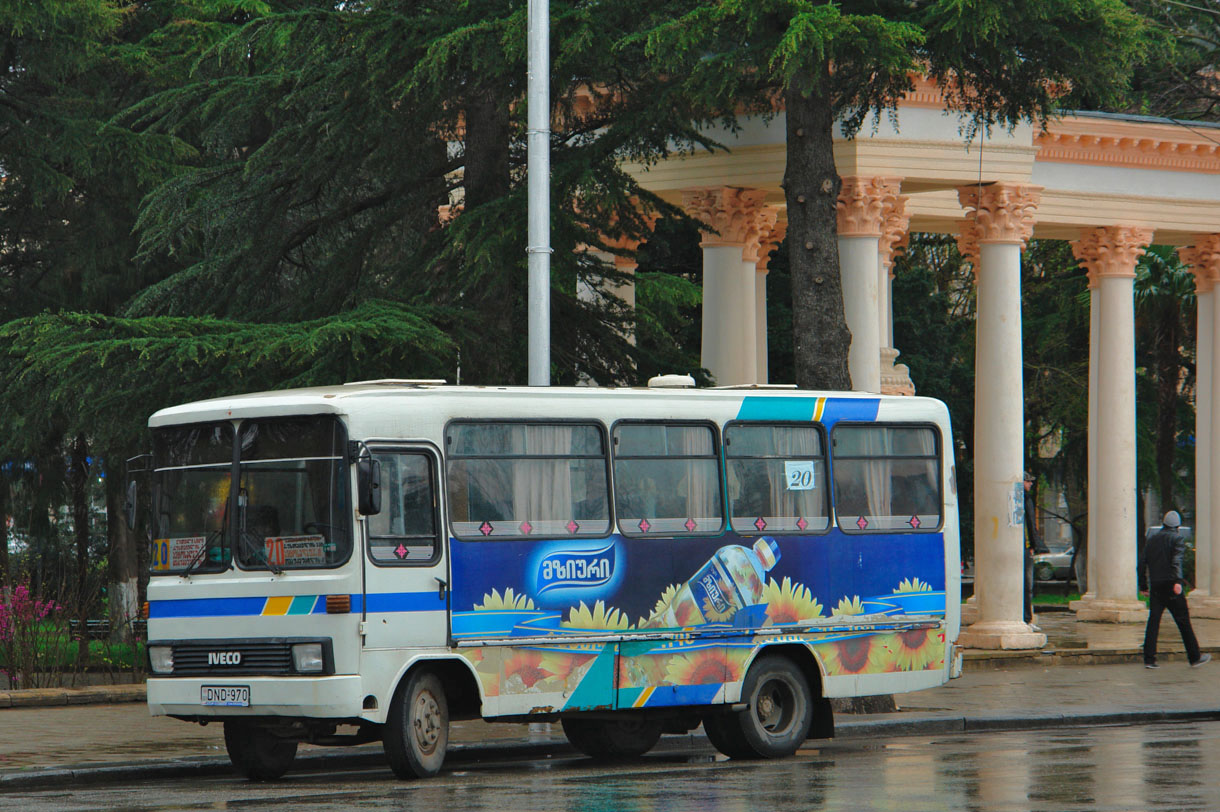
Zastava a exportat în Georgia sub marca IVECO
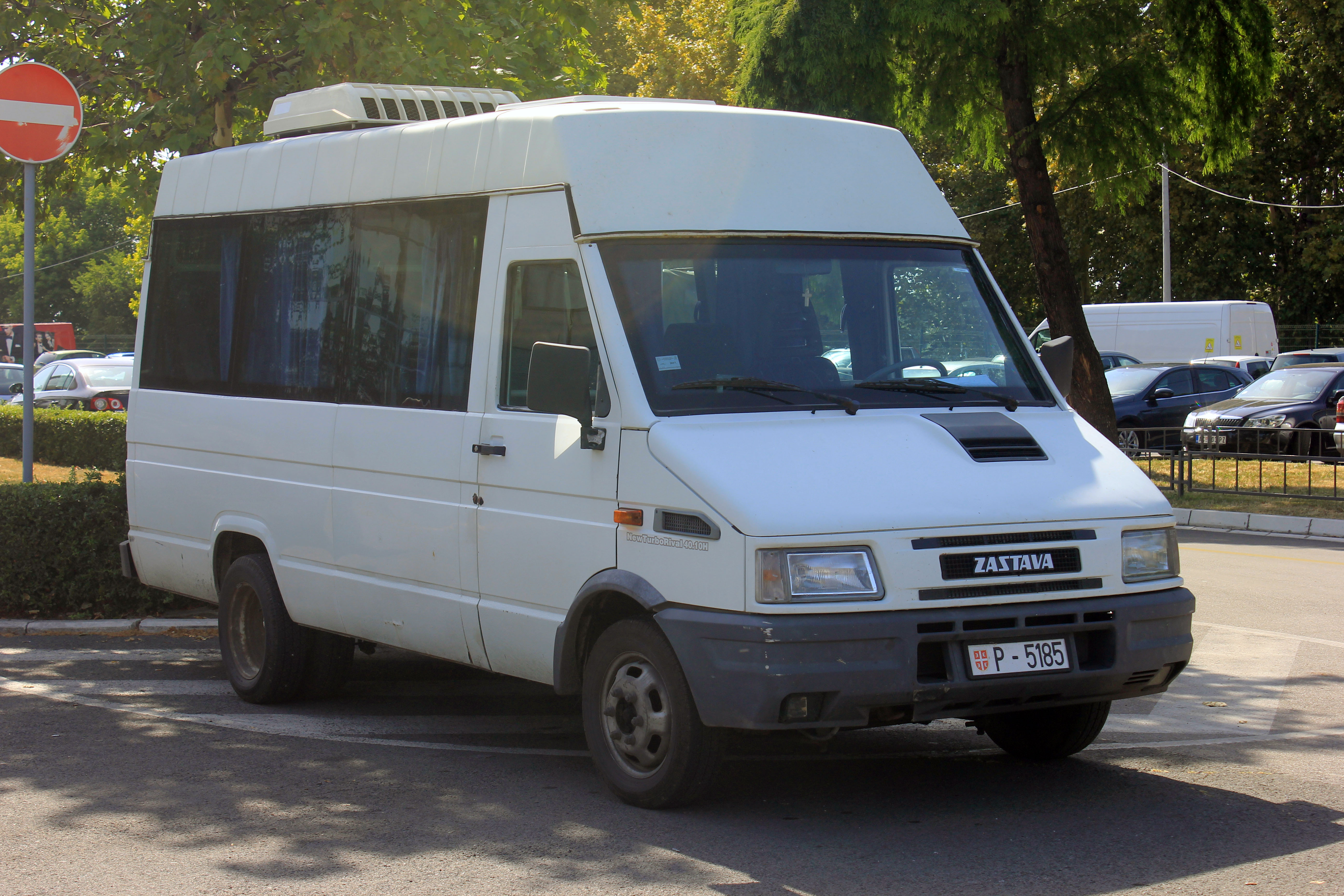
Microbuz Zastava Turbo Rival